# Geschichte Westfalens

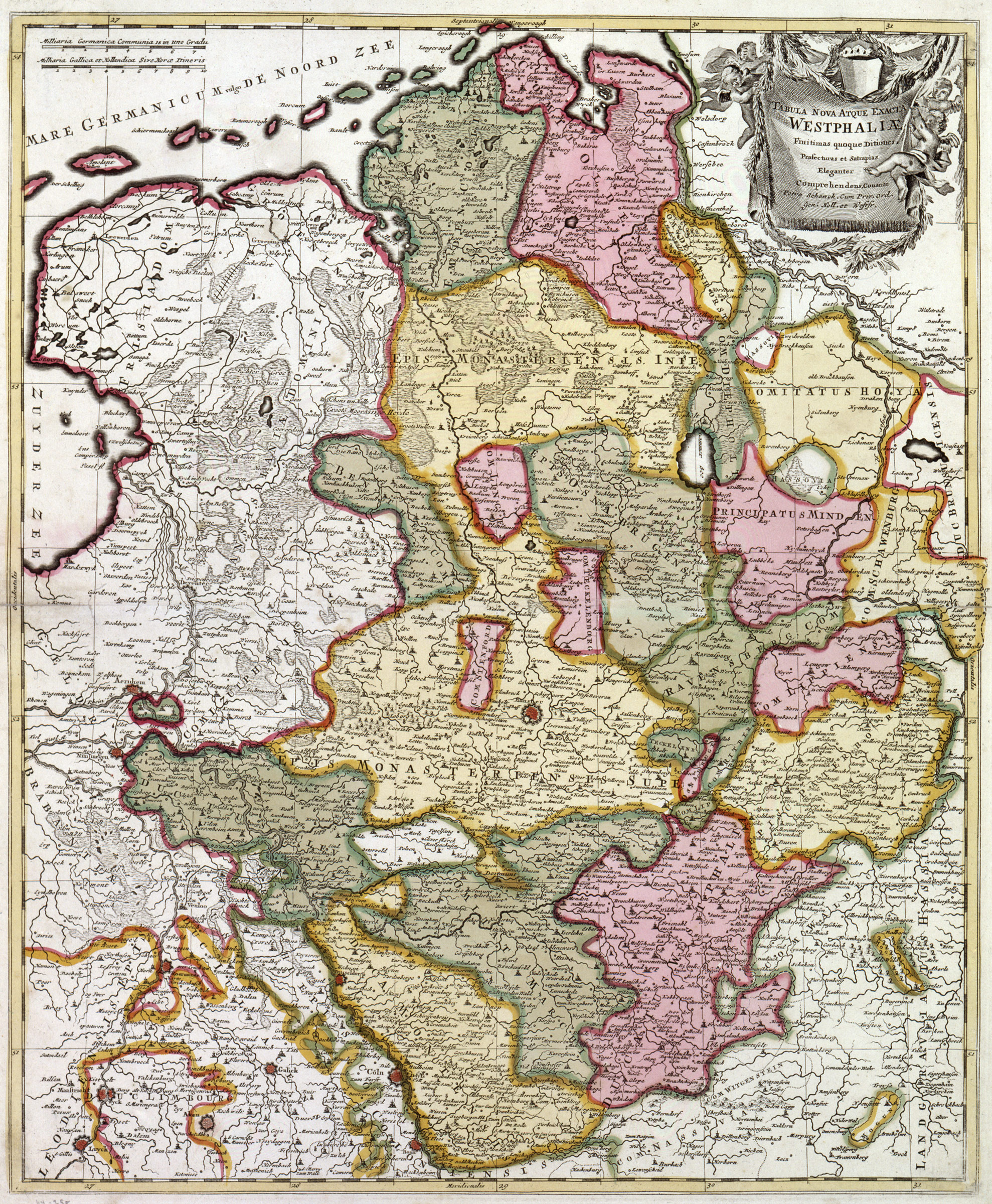
Karte des Reichskreises Westfalen, erschienen 1710–1730

Die Geschichte Westfalens behandelt die Entwicklung dieser historischen Landschaft im Westen Deutschlands.
Der Begriff Westfalen bezeichnete am Beginn seiner Geschichte als Siedlungsgebiet des sächsischen Teilstamms der „Westfalai“ einen einigermaßen klar abgegrenzten historischen Raum. Im Mittelalter und der frühen Neuzeit gab es zwar starke kulturelle und sprachliche Gemeinsamkeiten innerhalb dieses Gebiets, politisch war es aber seit dem Frühmittelalter territorial zersplittert. Den sächsischen Herzögen gelang es bis zum Ende des alten Herzogtums Sachsen (1180) nicht, eine zentrale politische Ordnung zu schaffen. Als Rechtsnachfolger scheiterten daran auch die Kölner Erzbischöfe, die als Herzöge von Westfalen nur ein vergleichsweise kleines Gebiet im Süden kontrollieren konnten. Die Unterschiede verstärkten sich mit der konfessionellen Spaltung in protestantische und katholische Territorien. Das napoleonische Königreich Westphalen griff zwar auf den Namen zurück, umfasste aber nur einige als westfälisch geltende Gebiete. Erst mit der preußischen Provinz Westfalen entstand ein einheitliches politisches Gebilde. Wie der heutige Landesteil von Nordrhein-Westfalen war die Provinz deutlich kleiner als das „kulturelle Westfalen“ der frühen Neuzeit.

## Urgeschichte

### Jäger, Sammler und Fischer (seit mindestens 300.000 Jahren)

#### Homo heidelbergensis,Homo neanderthalensis

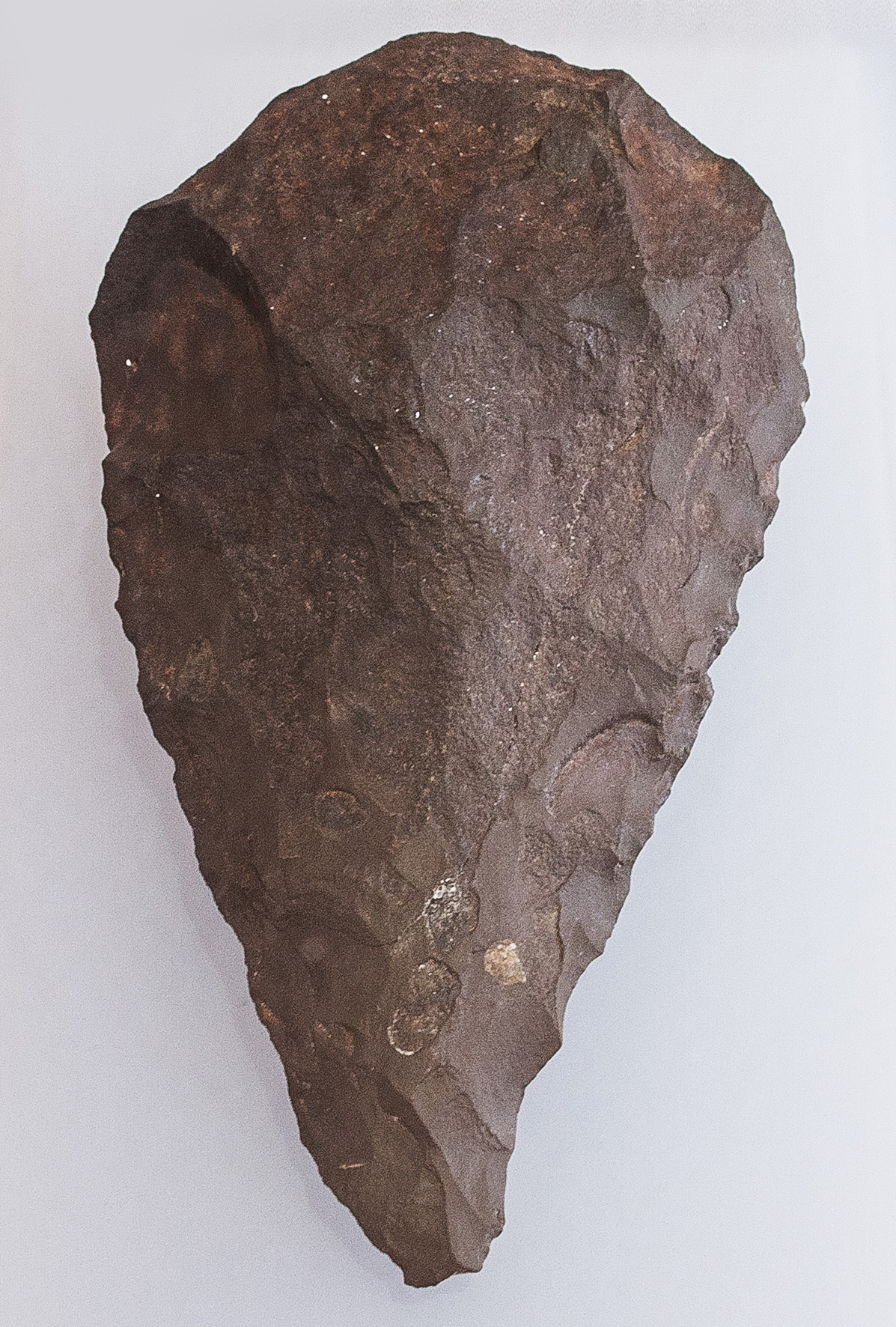
Der Faustkeil von Salzuflen

Die früheste Geschichte ist in Westfalen fast ausschließlich durch Steingeräte belegt. Zu den ältesten Artefakten Westfalens zählt der Faustkeil von Salzuflen, der in die Zeit vor 350.000 bis 300.000 Jahren datiert. Dieser wird der Epoche des Homo heidelbergensis zugeschrieben.
Um einiges jüngere Funde auf dem Gebiet Westfalens belegen die Anwesenheit von Neandertalern (Homo neanderthalensis) während der Mittleren Altsteinzeit, wie etwa der auf rund 160.000 Jahre datierte Quarzit-Faustkeil Velen II, benannt nach dem Fundort Velen-Ramsdorf (Kreis Borken). Mit dem Gletschervorstoß der Drenthe-Vereisung vor etwa 160.000 Jahren gelangte Feuerstein aus Skandinavien in großen Mengen nach Westfalen. Dieses Material stand nun in unbegrenzter Menge der Werkzeugherstellung zur Verfügung, insbesondere im nördlichen Westfalen, und prägte stark die technologische Entwicklung – in Westfalen fanden sich bisher fast ausschließlich Steingeräte, so dass der Beitrag zur Forschung an den kulturellen Mustern der Neandertaler sehr gering ist. Im Münsterland, im Ruhrgebiet und im Sauerland deuten archäologische Funde auf Jagdlager hin. In einer Sandgrube bei Warendorf wurde ein kleines Schädelteil eines Neandertalers im Verbund mit Moustérien-Werkzeugen gefunden. Der 20 bis 30 Jahre alte Mann starb an Hirnhautentzündung. Zu den wichtigsten Fundstellen der Mittleren Altsteinzeit in Europa gehört die Balver Höhle. Hier wurden über vier große Schichten entdeckt, die sich nach mehreren Nutzungsphasen durch Jägergruppen in einem Zeitraum von rund 50.000 Jahren abgelagert hatten. Während der Eem-Warmzeit vor etwa 126.000 bis 115.000 Jahren wurde die Höhle erstmals von Neandertalern genutzt, die zuletzt vor rund 40.000 Jahren dort überwinterten.
Da während der letzten Phase der Weichsel-Kaltzeit die polare Vereisung erneut sehr weit südwärts vordrang und das Gebiet Westfalens zur Kältesteppe (Tundra) wurde, war die Region nun schwerer für Menschen bewohnbar; die Jagd war nun unabdingbar. Dennoch stammt die Masse der mittelpaläolithischen Artefakte aus dieser Epoche. Die Zeit vor etwa 100.000 Jahren, eine durch Klingenherstellung gekennzeichnete Epoche, ist dabei nur durch wenige Funde belegt, wie durch den Mittelteil einer solchen Klinge, der sich bei Hamm-Uentrop fand.
Hingegen gehört die Hauptmasse der Funde den nachfolgenden Keilmessergruppen an (etwa 80.000 bis 50.000 Jahre). Faustkeile wurden zwar im ältesten Abschnitt dieser Kaltzeit weiterhin hergestellt, doch verschwanden sie danach aus dem Repertoire. Vor allem bei Wadersloh im Kreis Warendorf fand sich eine umfangreiche Serie der charakteristischen, beidflächig bearbeiteten Geräte, ebenso wie ein Ensemble aus Greven-Bockholt (Kreis Steinfurt), wo neben bifazialen Stücken auch die für die Neandertaler typische Levalloistechnik belegt ist. Es wird angenommen, dass nur wenige hundert Menschen in Westfalen existierten, die sehr mobil lebten, um Rohmaterialien zu finden, Sammel- und Jagdgebiete aufzusuchen und soziale Kontakte mit anderen Gruppen zu pflegen.

#### Späte Altsteinzeit, anatomisch moderner Mensch, Federmessergruppen und Ahrensberger Kultur
Erst in der Späten Altsteinzeit kam es zu einer Besiedlung durch Rentierjäger. Aus der Mittelsteinzeit liegen besonders viele Fundplätze vor. Aus dieser Zeit stammen auch die ältesten Skelettfunde von anatomisch modernen Menschen, die 2004 in der Blätterhöhle bei Hagen entdeckt wurden. Ihr Alter wurde durch die C-14-Methode auf mehr als 10.700 Jahre datiert.
Vor etwa 300.000 Jahren erschien in Westfalen der Megaloceros giganteus, ein Riesenhirsch, von dem in Westfalen etwa zwei Dutzend Überreste ausgegraben worden sind, wie etwa im Emschertal in Herne. Das Geweih der Hirschart, die während der gesamten Weichsel-Kaltzeit dort lebte, weist Bearbeitungsspuren auf und wurde auf 11.890 ± 147 cal BC datiert. Ähnliche Bearbeitungsspuren weist ein Geweih derselben Art aus Paderborn-Sande auf, das auf 11.966 ± 177 cal BC datiert wurde. Jäger der frühen Federmesser-Gruppen hatten offenbar eine Geweihstange weiterverarbeitet. Eine Widerhakenspitze aus Bergkamen-Oberaden, heute im Gustav-Lübcke-Museum in Hamm, misst 25,3 cm; es stammt möglicherweise von einem Elchknochen und wurde auf 11.050 ± 110 cal BC altersbestimmt. Wahrscheinlich ist es ein Fischstecher, keine Harpune. Die Jäger und Fischer, die diese Werkzeuge anfertigten, gehörten den späten Federmesser-Gruppen an.
Die Fundstätte Hohler Stein bei Rüthen-Kallenhardt (Kreis Soest) ist in Westfalen die einzige Stätte der Ahrensburger Kultur, die zur jüngeren Dryaszeit gehört, einer letzten Kaltphase. Ähnlich wie zuvor war das Ren das wichtigste Jagdtier. Die Jäger nutzten den Wechsel der Herden im Frühjahr, bei dem die Tiere in die Mittelgebirge zogen, um dort ihren Nachwuchs zur Welt zu bringen und den Mücken auszuweichen, zur Jagd. Dabei konnten zwei Fragmente auf die Zeit um 9894 ± 146 bzw. 9947 ± 127 cal BC datiert werden. Wenig später verschwanden die Rentierherden aus Westfalen.

#### Mesolithikum

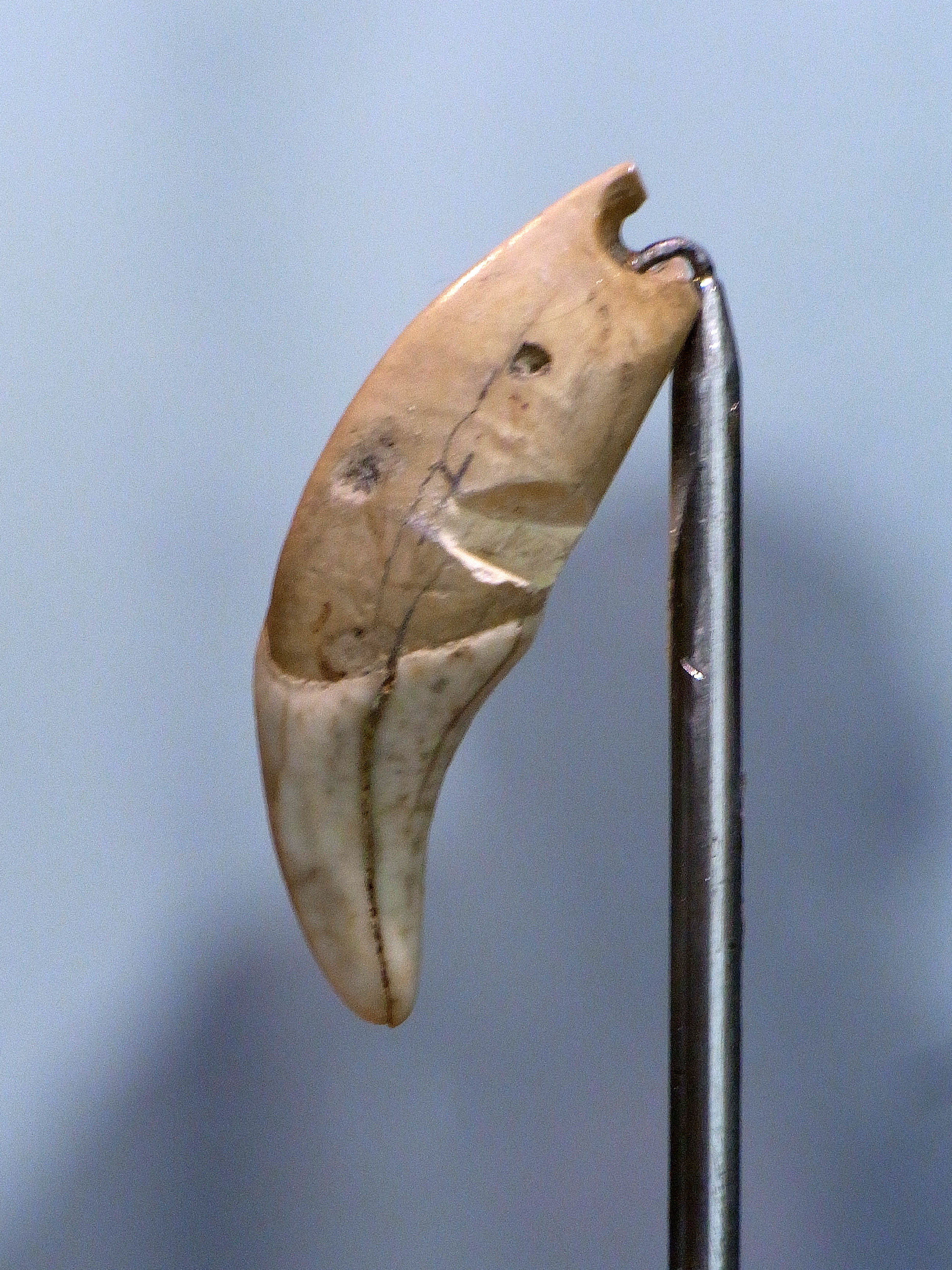
Durchlochter Eckzahn eines kleinen Wolfes oder Hundes, 10800–9600 v. Chr.; Fundort: Rüthen-Kallenhardt, Hohler Stein

Datierbare Artefakte aus dem Mesolithikum, der nachkaltzeitlichen Epoche der Jäger und Sammler, sind in Westfalen nur aus der Blätterhöhle bei Hagen und der 2011 entdeckten Fundstelle Werl-Büderich (Kreis Soest) sowie aus dem Weitkamp in Oelde (Kreis Warendorf, um 8000 v. Chr.) bekannt. Oelde-Weitkamp ist die älteste mesolithische Fundstelle Westfalens. Der Fundort Riegersbusch, östlich von Hagen-Eilpe gelegen, barg 700 Steinartefakte, die Beziehungen nach Brandenburg, aber auch nach Süddeutschland nahelegen. Ein Weidestück, das dem gleichen Fundhorizont angehört, konnte auf 8603 ± 40 cal BC datiert werden. Anhand eines Elchgeweihstückes, das als Werkzeug genutzt wurde, konnte der beinahe gleichzeitige Einfluss der Maglemose-Kultur des Nordens nachgewiesen werden (8993 ± 116 cal BC).

### Neolithikum: Bodenbearbeitung, Viehhaltung (ab ca. 5500 v. Chr.)

#### Übergangsphase, Hirten- und Bauernkulturen

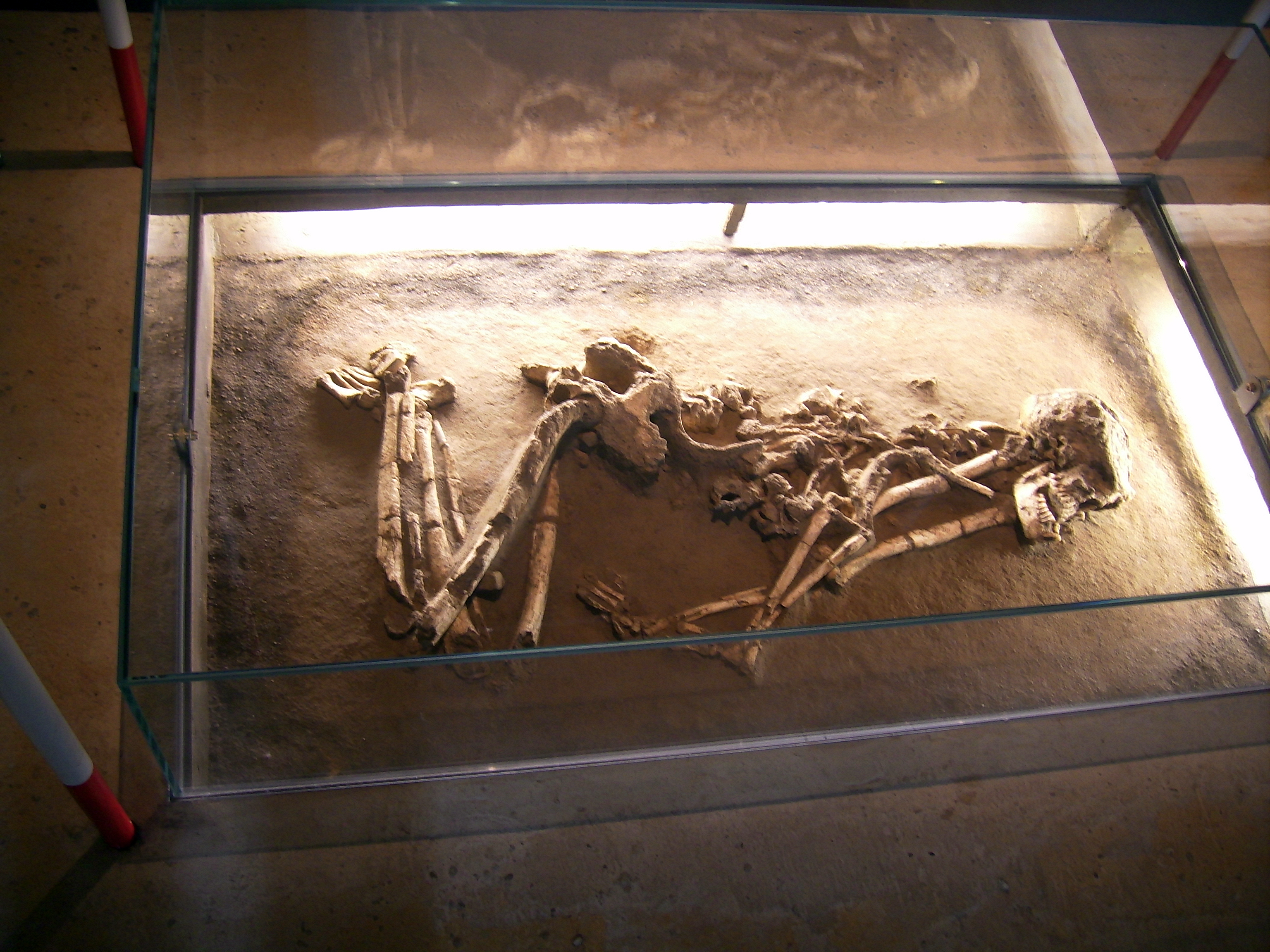
Um 5300 bis 4800 v. Chr. beigesetzte Frau des Frühneolithikums, Fundort: Willebadessen-Löwen, Archäologiemuseum Herne in Herne

Im 6. Jahrtausend v. Chr. begann der Übergang zur Landwirtschaft und zur Viehzucht vor allem im Hellweggebiet. Dabei ist der frühe Übergang vom Jagen, Fischen und Sammeln zur Bodenbearbeitung und Viehhaltung des Neolithikums, bedingt durch die vielfach sandigen Böden Westfalens, kaum zu fassen; jedoch wird angenommen, dass er erheblich später einsetzte als auf den südlicher gelegenen Lössböden. Weiter im Norden entstanden die spätmesolithischen Kulturen Swifterbant und Ertebølle, die allerdings Keramik und Viehhaltung von den Bauern des Südens übernahmen. Die T-förmigen Geweihäxte aus Rothirschgeweih wurden dabei sowohl von endmesolithischen als auch von neolithischen Gruppen genutzt. Aus Westfalen sind etwa 20 dieser Werkzeuge bekannt, die einen Schaft aufweisen. Fünf von ihnen ließen sich auf die Zeit zwischen etwa 5000 und 3600 cal BC datieren. Nur der zweitälteste Fund (4898 ± 42 cal BC), aus der Sandgrube Schencking in Greven, kann wohl aufgrund von Alter und Lage Mesolithikern zugewiesen werden. Die übrigen Stücke werden eher der neolithischen Rössener bzw. Michelsberger Kultur zugeordnet. Daraus wird gefolgert, dass das nördliche Westfalen noch den jägerischen Traditionen verhaftet war, wenn auch Innovationen übernommen wurden, während der südliche Teil bereits von Bauern und Hirten bewohnt war.
Aus der Jungsteinzeit sind Siedlungen der Bandkeramik, der Rössener und der Michelsberger Kultur belegt. Bestattungen der älteren jungsteinzeitlichen Kulturen sind aus Westfalen bisher noch nicht bekannt. Aus der späten Michelsberger Kultur liegen jedoch mehrere besonders gut erhaltene Skelettreste von Menschen aus der Blätterhöhle bei Hagen vor. Sie zählen zu den sehr wenigen bekannten Bestattungen aus dieser Zeit in Europa.

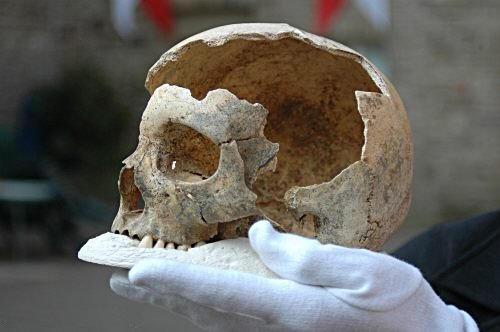
Schädel einer etwa 18 bis 20 Jahre alten Frau, entdeckt im Jahr 2004 in der Blätterhöhle bei Hagen-Hohenlimburg, Jungneolithikum, ca. 3600 v. Chr.

Aus späteren Abschnitten der Jungsteinzeit fanden sich so genannte Megalithgräber und Bestattungen der Becherkulturen. Die Hellwegbörden sind dabei der Grenzraum zwischen den Anlagen der Trichterbecherkultur (Halen, Heiden) und den hessisch-westfälischen Galeriegräbern der Wartberg-Kultur (Calden, Warburg-Rimbeck). Das südlichste Großsteingrab im westfälischen Raum findet sich daher bei Altlünen an der Lippe. Zwischen den Gebieten der Trichterbecher- und der Wartbergkultur bestand die Soester Gruppe, zu der fünf Megalithanlagen gehören, die ab 3700 v. Chr. errichtet wurden.
Zahlreiche Steinwerkzeuge deuten darauf hin, dass die während der Jungsteinzeit in Westfalen lebenden Menschen vom Bergbau auf Feuerstein und anderen Rohstoffen profitierten. Diese Rohstoffe und fertigen Steinwerkzeuge wurden über weite Entfernungen transportiert. Die Feuersteinstraße verweist auf eine Art von regulärem Austausch mit diesen Gerätschaften. In mehreren Siedlungen und Gräbern in Westfalen wurden Flintgeräte von der Maas, vom Lousberg bei Aachen und aus Frankreich sowie Plattenhornstein aus Süddeutschland (Feuersteinbergwerk von Abensberg-Arnhofen, Baiersdorf) entdeckt. Aus den Alpen, genauer vom 3841 m hohen Monviso, stammen Beilklingen aus Nephrit und Jadeit, vom Balkan und aus Böhmen der Amphibolit, der in der Bandkeramik und in der Rössener Kultur zur Herstellung von Dechselklingen und Breitkeilen benutzt wurde.

#### Metallzeiten
Der Übergang zur Metallzeit war fließend. So spielten Gegenstände aus Kupfer als Grabbeigaben etwa in den Megalithgräbern eine Rolle. Eine nennenswerte Verwendung von Bronze fand seit etwa dem letzten Drittel des dritten Jahrtausends in der Kultur der Glockenbecherleute statt und setzte sich bis zum Ende des Jahrtausends weitgehend durch. Ohne eigene Vorkommen war man dabei auf den Import von Metall angewiesen. Zahlreiche Importe aus dem Nordseeraum bis hin zu den britischen Inseln, aber auch aus Süddeutschland und Spanien belegen dies. Daher werden in Westfalen die andernorts Kupfer- und Bronzezeit genannten Epochen dem Neolithikum zugerechnet.
Im zweiten Jahrtausend war die Kultur in Westfalen zunächst deutlich einheitlicher als in der vorangehenden Epoche. Allerdings bildete die Lippe schließlich wieder eine Kulturgrenze. Während man im Norden die Toten in Steinkammergräbern bestattete, breitete sich im Süden die Urnenfelderkultur aus. Aus dem 8. Jahrhundert v. Chr. stammt etwa die Bronzeamphore aus Gevelinghausen. Deren etruskische Stilelemente belegen Handelsbeziehungen bis in den Mittelmeerraum.

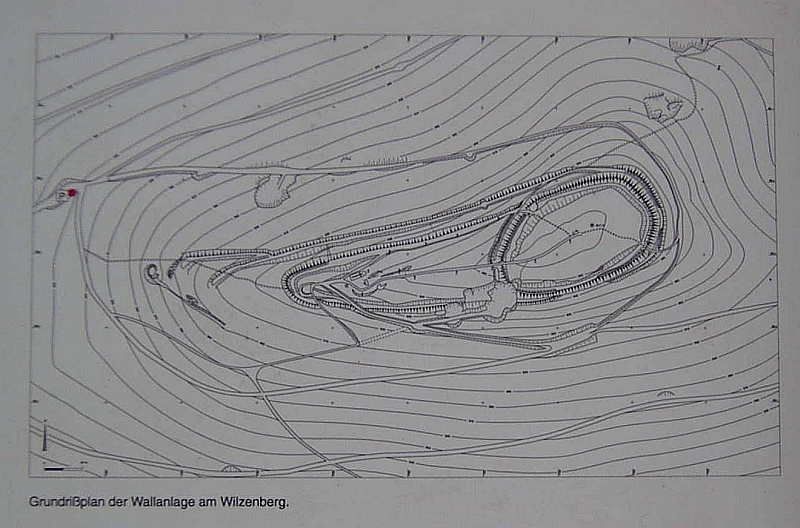
Karte der Wallanlagen auf dem Wilzenberg

Allmählich bildeten sich in dieser Zeit Vorstufen der späteren Kelten und Germanen aus. Im Siegerland etwa dominierte die Hallstattkultur, während in das nördliche Westfalen prägermanische Gruppen einwanderten. Die Hallstattleute begannen die Eisenerzvorkommen im westfälischen Bergland ebenso auszubeuten wie die Salzvorkommen des Hellwegs. Eisen und Salz wurden etwa zum Austausch gegen Bernstein zu begehrten Exportgütern. Bleicher bezeichnet das Siegerland und Südwestfalen gar als „Ruhrgebiet“ der damaligen Zeit. Der Siedlungsschwerpunkt verlagerte sich in dieser Zeit deutlich nach Süden. Vor allem dort entwickelte sich eine differenzierte Gesellschaft mit einer Adelsschicht, größeren Gütern, einer Gauherrschaft und Orten mit zentraler Bedeutung.
Seit etwa 250 v. Chr. entstanden zahlreiche Fliehburgen, die möglicherweise teilweise ständig besiedelt waren. Keltisch beeinflusste oppidae in diesem Sinne waren die Herlingsburg bei Schieder (Lipper Bergland), eine Anlage auf dem Wilzenberg in Südwestfalen oder die Burg Aue im Wittgensteiner Land. Einige dieser Anlagen hatten möglicherweise auch überlokale kultische Bedeutung wie die Anlage des Istenberg bei den Bruchhauser Steinen oder dem Wilzenberg.
Viele der Burgen wurden durch die Expansion germanischer Stämme zerstört, aber meist bald wiederaufgebaut. Die römischen Geschichtsschreiber der beginnenden Kaiserzeit rechneten alle Einwohner Westfalens den Germanen zu. Dabei dominierten die Brukterer im heutigen Münsterland, die Angrivarier und Cherusker im Wesergebiet, die Marser und Chattuarier am Hellweg und im Sauerland. Trotz gewisser lokaler Unterschiede gehörten diese Stämme den Rhein-Weser-Germanen (Istwäonen) an.

## Römer und Germanen

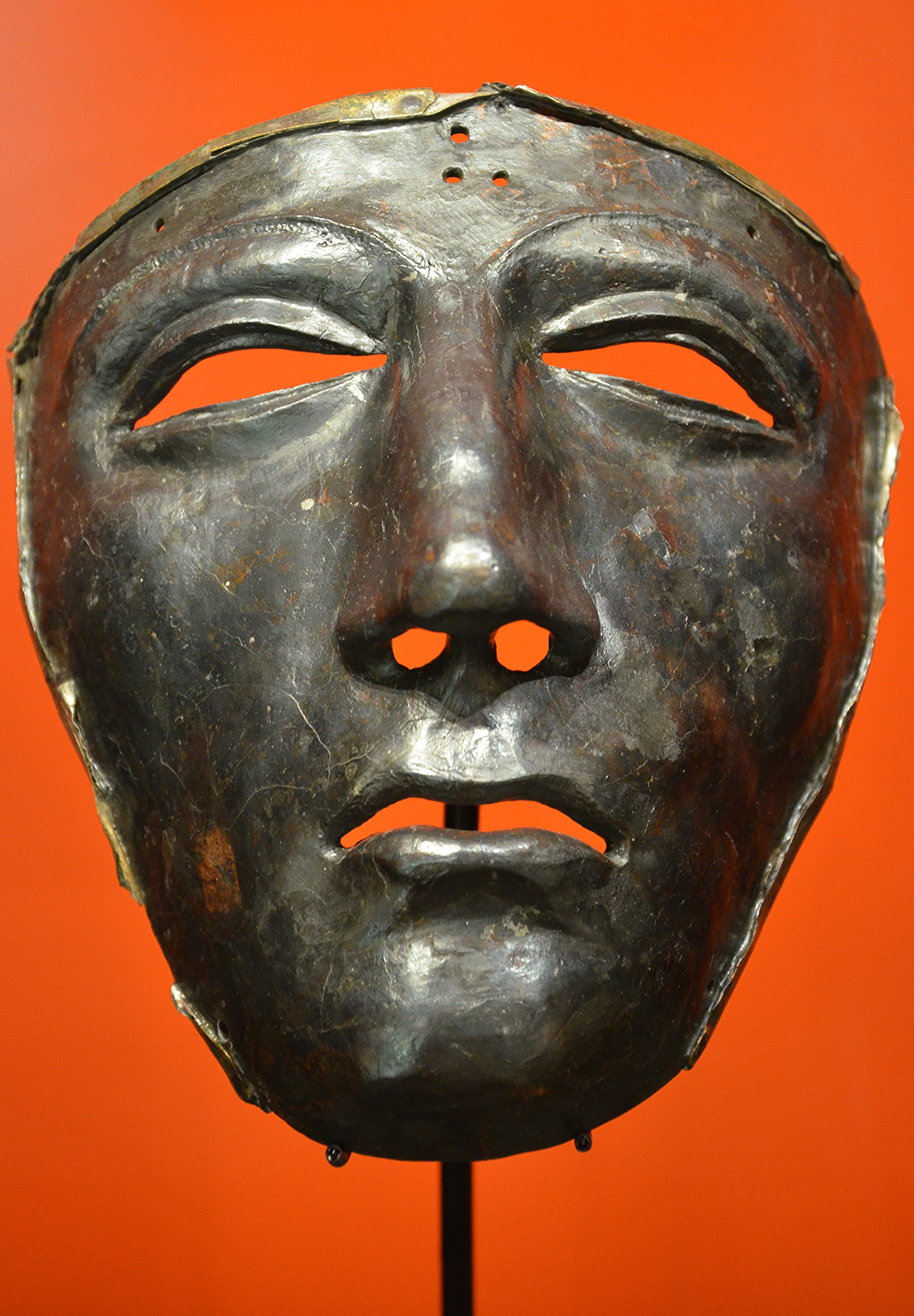
In Kalkriese gefundener Teil eines Gesichtshelms eines römischen Reiters

Seitdem Nero Claudius Drusus im Jahr 12 v. Chr. den Rhein überschritten hatte, begann ein fast dreißig Jahre anhaltender Konflikt um die Vorherrschaft in der Germania magna. Die Gründe sind nicht eindeutig. Teilweise wird behauptet, dass die Römer von Beginn an eine Eroberung bis zur Elbe im Sinn hatten. Es spricht viel dafür, dass der Ursprung der Auseinandersetzungen in zunächst begrenzten Strafexpeditionen zu suchen ist. Nicht zuletzt das Bündnis der einflussreichen Stämme der Cherusker, Sueben und Sugambrer führte zur Ausweitung des Krieges auf weite Teile des freien Germaniens. Dabei war im Nordwesten der Flusslauf der Lippe als natürlicher Verkehrsweg ein wichtiges Einfallstor für die Römer. Nicht zufällig entstand mit Vetera (beim heutigen Xanten) ein wichtiges linksrheinisches Militärlager gegenüber der Flussmündung.
Von den Versuchen, jenseits des Rheins Fuß zu fassen, zeugen verschiedene Römerlager. Eines der frühsten Standlager (11 v. Chr.) lag bei Oberaden (Römerlager Oberaden mit Nebenlager Beckinghausen); es hatte Platz für zwei Legionen und die zugehörigen Auxiliartruppen. Nachdem der Feldzug des Drusus gegen die Sugamber erfolgreich verlaufen war, verlagerte sich der Schwerpunkt des Krieges zunächst aus Westfalen nach Süden, ehe er sich gegen die Cherusker richtete. Die Feldzüge des Drusus waren so erfolgreich, dass die Römer Germanien zeitweise bereits fast als eroberte Provinz ansahen. Für die römische Herrschaft bildete auch nach Aufgabe von Oberaden die Lippe mit ihren Lagern das Rückgrat ihrer Herrschaft. Am bedeutendsten war das Römerlager Haltern, bestehend aus Hauptlager, verschiedenen Kastellen und einem Hafen. Weitere Lager waren das Römerlager Holsterhausen, das Römerlager Olfen und das Römerlager Anreppen.
Um das Jahr 1 kam es zu einem Aufstand germanischer Stämme, der von Tiberius, dem Bruder des Drusus, bis etwa 5 n. Chr. niedergeschlagen wurde. Bezeichnend für die Siegesgewissheit der Römer war, dass mit Publius Quinctilius Varus ein Mann zum Statthalter ernannt wurde, der sich eher als Verwaltungsexperte und weniger als Militär einen Namen gemacht hatte. Unter der Führung des Cheruskers Arminius kam es 9 n. Chr. erneut zu einem Bündnis der germanischen Stämme und schließlich zum offenen Aufstand, der für die Römer in der Varusschlacht mit einer Katastrophe endete. Spätestens seit dem 19. Jahrhundert haben Lokalhistoriker aus unterschiedlichen Teilen Westfalens behauptet, den Ort der Schlacht lokalisiert zu haben. Davon zeugt heute noch das Hermannsdenkmal in der Nähe von Detmold. Archäologische Funde in der Fundregion Kalkriese bei Bramsche (im Landkreis Osnabrück) belegen, dass die Auseinandersetzung an ganz anderer Stelle stattgefunden haben kann.
Der Expansionsversuch Roms in das Gebiet des freien Germaniens war mit dieser Niederlage faktisch gescheitert, obwohl auch in den folgenden Jahrzehnten die Römer mit verschiedenen teilweise ausgedehnten Militärexpeditionen – etwa durch Germanicus (14–16 n. Chr.) – Präsenz zeigten. Im Gegensatz zum Rheinland mit seinen Römerstädten blieb das Gebiet Westfalens ein agrarisches Gebiet.

## Mittelalter

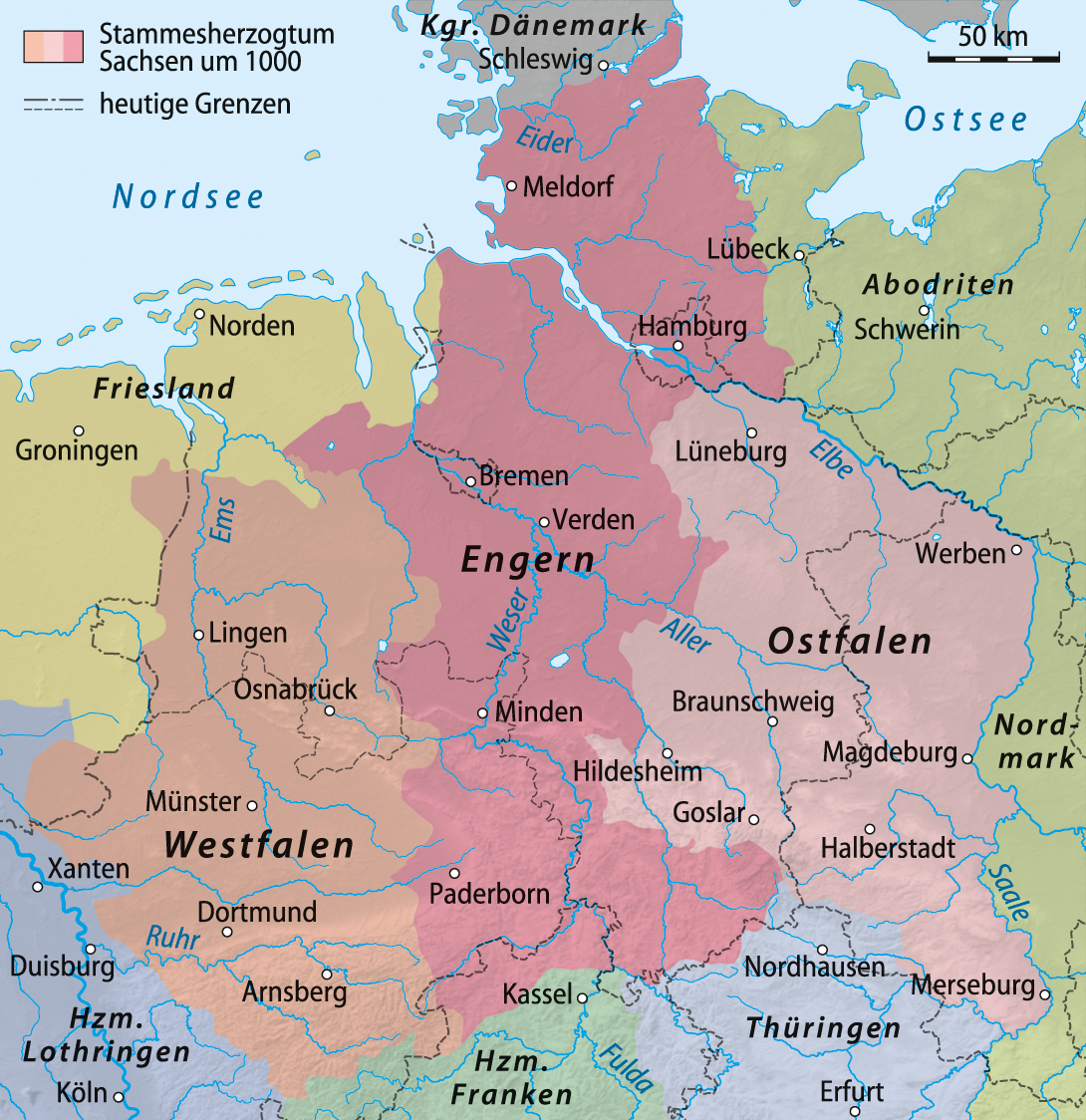
Sachsen um 1000

### Frühmittelalter

#### Sächsische Expansion
Für einen Großteil der Zeit zwischen den römischen Expansionsversuchen und dem Ende der Völkerwanderungszeit fehlen schriftliche Quellen über die Entwicklung im Raum Westfalen weitgehend. Dies änderte sich allmählich während der Ära der merowingischen Könige. So behauptete Theudebert I. 534 in einem Schreiben an den oströmischen Kaiser Justinian I., dass er eine Oberhoheit über sächsische Gebiete ausübe, doch diente der Brief vor allem propagandistischen Zwecken. Einige Jahrzehnte später stellte Chlothar I. mit einem Feldzug, der bis zum Fluss Diemel reichte, die zeitweise verweigerte Tributpflicht der Sachsen wieder her. Mit zunehmender Schwächung der merowingischen Herrscher entstand eine machtpolitische Lücke, die von den Sachsen genutzt wurde, um ihren Herrschaftsbereich auszudehnen. Dies erfolgte über einen langen Zeitraum nicht in erster Linie durch Eroberung, sondern durch einen allmählichen Anschluss ansässiger Stämme, so dass die Sachsen kein homogener Stamm, sondern ein aus verschiedenen Gruppen zusammengewachsenes Volk waren. Noch gegen Ende des 7. Jahrhunderts lebten in diesem Gebiet nichtsächsische germanische Stämme teils fränkischer Herkunft, wie die Brukterer. An ihrem Ende stand die Ausdehnung des sächsischen Gebietes bis an die untere Ruhr (Unterwerfung der Brukterer 693/695). Im Unterschied zu den christianisierten Franken hielt die Mehrzahl der Sachsen noch an ihrem heidnischen Glauben fest. Im 8. Jahrhundert befanden sich wichtige Zentren der Sachsen in Westfalen. In Marklo, einem nicht sicher zu identifizierenden Ort, wurden die zentralen Stammesversammlungen abgehalten (wenn man der Vita Lebuini folgt, der einzigen Quelle). Die heilige Irminsul bei Obermarsberg war die wichtigste religiöse Stätte der Sachsen.
Laut der Sachsengeschichte (Res gestae Saxonicae) des Widukind von Corvey gliederte sich das von ihm beschriebene Volk der Sachsen vor den Sachsenkriegen Karls des Großen in die Teilstämme der Westfalen, Engern und Ostfalen.

#### Sachsenkriege Karls des Großen
Die fränkische Gegenreaktion auf die sächsische Expansion setzte bereits unter Karl Martell ein und wurde von dessen Nachfolgern fortgesetzt. Die Auseinandersetzungen mit dem sich ausbreitenden Frankenreich unter Karl dem Großen wurden auch in der Region ausgetragen. Hauptgegner war dabei zeitweise Widukind. In den Annales regni Francorum wird unter anderem von der Eroberung der Syburg über der Ruhr im Süden des heutigen Dortmunder Stadtgebiets berichtet. Im Zusammenhang eines sächsischen Aufstandes in der Gegend von Lübbecke 775 erscheint erstmals schriftlich in den Reichsannalen Karls des Großen der Begriff „Westfalen“ als Bezeichnung für einen sächsischen Teilstamm. In den Sachsenkriegen wurde nicht zuletzt die Eresburg beim heutigen Marsberg 772 von Karl erobert. Dabei wurde die Irminsul zerstört und an ihrer Stelle wenige Jahre später eine Kirche errichtet. An den Lippequellen (Bad Lippspringe) haben sich die Sachsen 775/76 erstmals unterworfen. In der Folge entstand an der Stelle des heutigen Paderborns eine befestigte Königspfalz. Zur Feier des Sieges fand dort 777 eine fränkisch-sächsische Reichsversammlung und eine Synode statt. Allerdings waren die Sachsen noch nicht vollständig unterworfen. Verschiedentlich kam es zu Aufständen. Der Aufstand von 782, der mit der Schlacht am Süntel seinen Höhepunkt erreichte, endete mit den Massenhinrichtungen des Verdener Blutgerichts. Die Wende kam 785, als in Paderborn erneut ein Reichstag stattfand, Widukind sich unterwarf und getauft wurde. In den 790er-Jahren kam es erneut zu Aufständen (794 Schlacht auf dem Sintfeld bei Bad Wünnenberg). Anschließend war Westfalen aus Sicht der Franken „befriedet“.

#### Eingliederung in den Fränkischen Reichsverband und Christianisierung

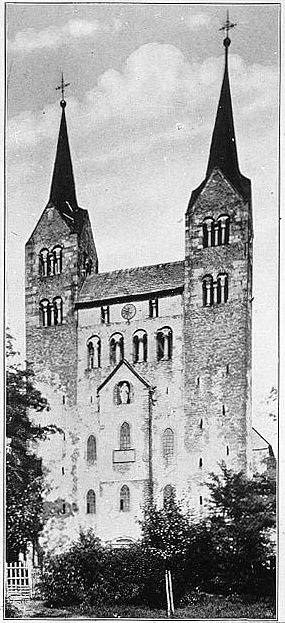
Klosterkirche Corvey

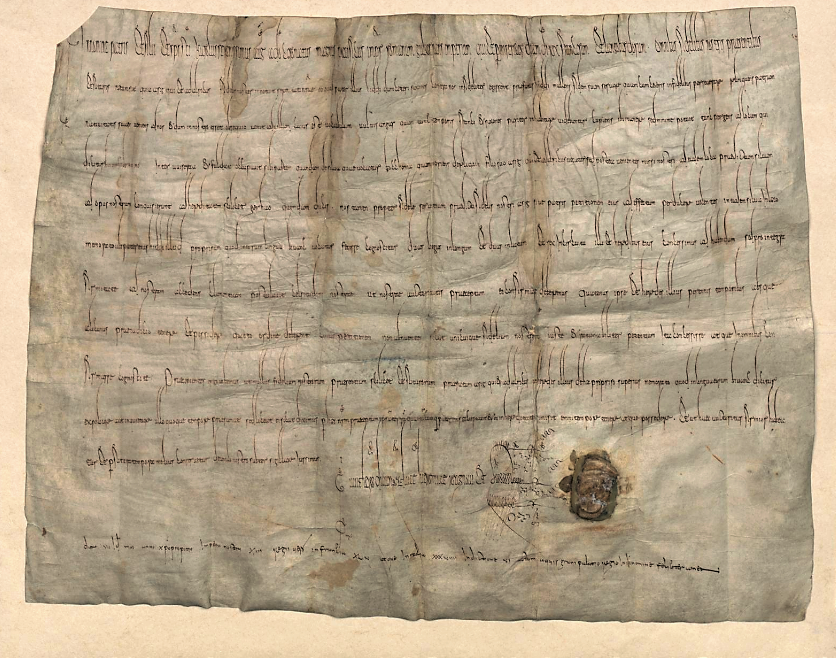
Die älteste im Original erhaltene Urkunde Westfalens, Corvey, 813

Beim demonstrativen Reichstag der siegreichen Franken von 799 im westfälischen Paderborn fand ein Treffen von Karl dem Großen und Papst Leo III. statt. Dabei wurde die römische Kaiserkrönung für das Folgejahr vereinbart. Zeitnah dargestellt wurde das Treffen im Paderborner Epos.
Es folgte die gewaltsame, systematisch durchgeführte Christianisierung Westfalens. Vor der fränkischen Herrschaft hatten Missionare wie Suitbert oder Bonifatius meist nur in noch nichtsächsischen Gebieten vorübergehend Erfolg gehabt. Die christliche Religion war unter Karl dem Großen dann Teil der Herrschaftsstrategie der Eroberer. Grundlage dazu war der Aufbau einer Kirchenorganisation. Am Anfang stand die Einteilung des sächsischen Gebiets in Missionsbezirke und die Ernennung von Bischöfen. Erster Bischof von Münster wurde Liudger, aus dessen Domburg die spätere Stadt hervorging. Weitere Bischofssitze wurden Osnabrück, Minden und Paderborn. Für das Sauerland und den Hellwegraum war der Erzbischof von Köln für die Christianisierung zuständig. Auch Klostergründungen sollten die christliche Religion weiter festigen. Eines der ersten Klöster wurde in Obermarsberg gegründet. Insbesondere Corvey, Werden und das Stift Herford entwickelten sich zu reichen und mächtigen Klöstern und waren kulturelle und religiöse Zentren. Weitere frühe Klostergründungen waren etwa Böddeken durch den später heiliggesprochenen Meinolf, Vreden, Freckenhorst, Meschede, Liesborn, Nottuln und Schildesche.
Wichtiger für die Durchsetzung der neuen Religion auch in der Bevölkerung war die Gründung von Pfarreien. Zu den ältesten Urpfarreien im Kölner Zuständigkeitsbereich gehören Wormbach (bei Schmallenberg), Soest, Dortmund und im äußersten Osten Geseke. Im Bistum Münster war es neben der Bischofsstadt der Ort Rheine, zum Bistum Osnabrück gehörten die Urpfarreien Ibbenbüren, Bünde und Wiedenbrück, im Bistum Paderborn waren es außer der Bischofsstadt Eresburg (Marsberg) sowie Steinheim.
Nach der endgültigen Zerschlagung des sächsischen Widerstands gehörte Westfalen als Teil des Herzogtums Sachsen seit dem Ende des 8. Jahrhunderts dann zum Machtbereich des karolingischen Großreiches. Zwar wurde der sächsische Adel nicht beseitigt, auch verfügte das Gebiet mit dem Lex Saxonum über eine eigene Rechtsquelle, aber die Selbstverwaltung durch die traditionellen Thinge wurde ausgelöscht, und seit dem Reichstag in Lippspringe (782) wurde das Land in die Gerichts- und Verwaltungseinheiten der Grafschaften eingeteilt. Da es in Westfalen nur wenig Königsgut gab, beruhte die Grafenverfassung notgedrungen auf den Besitzungen des einheimischen Adels. Daneben gab es allerdings durchaus einige Königshöfe. Pfalzen gab es etwa auf der Eresburg, Herstelle und Paderborn.

#### Westfalen in ottonischer und salischer Zeit

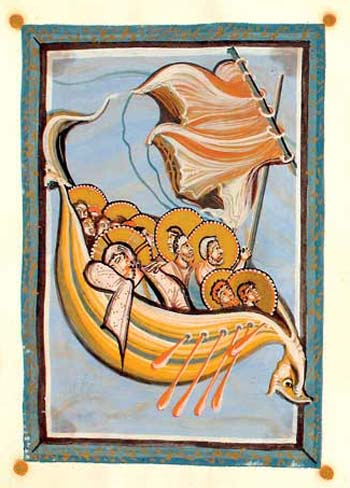
Hitda-Codex, angefertigt zwischen 1000 und 1035 für das Stift St. Walburga in Meschede

Zwar hielt noch Ludwig der Deutsche zwei Mal einen Reichstag in Paderborn ab, aber insgesamt stand Westfalen selbst am Rande der politischen Entwicklung. Innerhalb dieses Raumes vollzogen sich freilich tiefgreifende und für lange Zeit prägende Entwicklungen. Während in anderen Teilen des ostfränkischen Reiches der Niedergang der Königsmacht durch den Aufstieg neuer starker Herzogtümer teilweise kompensiert wurde, blieb diese Entwicklung in Westfalen weitgehend aus. Zwar war das Gebiet Teil des Herzogtums Sachsen, aber dessen Herrscher verfügten im südlichen Teil ihres Gebietes nur über einen relativ geringen Einfluss. Dies spiegelt sich auch in ihrer Titulatur wider: dux orientalium Saxonum (Herzog von Ostsachsen). Doch konnte König Heinrich I., der auch als König sächsischer Herzog blieb, durch die Heirat mit der später geheiligten Mathilde aus Enger seinen Einfluss in Westfalen ausdehnen. Auch für die nachfolgenden ottonischen Könige waren der Hellweg und die Königspfalz Dortmund eine wichtige Verbindung zwischen dem Rhein und den Stammsitzen der Ottonen.
Nach dem Übergang der Königswürde an die Salier geriet Westfalen noch deutlicher ins Abseits. Die Folge war, dass verschiedene Grafengeschlechter, andere Territorialherren und zunehmend auch kirchliche Würdenträger in ihren Gebieten begannen, eine eigenständige Politik zu betreiben, und versuchten, ihren Besitz zu Lasten ihrer Nachbarn auszudehnen. Das zunächst wichtigste und stärkste Grafenhaus war das der Grafen von Werl. Ihre Besitzungen reichten vom heutigen Schleswig-Holstein im Norden bis ins Sauerland im Süden, und sie hatten zudem als Vögte im Bistum Paderborn auch außerhalb ihres eigentlichen Herrschaftsgebiets erheblichen Einfluss. Ihre Bedeutung zeigt sich auch in ehelichen Verbindungen mit dem Königshaus und anderen hochadeligen Geschlechtern.

### Hoch- und Spätmittelalter

#### Reichs- und Territorialpolitik
Seit der zweiten Hälfte des 11. Jahrhunderts begann die Reichspolitik direktere Folgen für Westfalen zu haben. So spielte sich die Niederschlagung des Aufstandes von Otto von Northeim 1073 im südlichen Westfalen ab. Die königlichen Truppen stürmten die Burg auf dem Desenberg bei Warburg und verheerten die benachbarten Gebiete des Paderborner Landes und des Sauerlandes. Auch die gewaltsamen Auseinandersetzungen im Zusammenhang mit dem Investiturstreit zwischen Heinrich IV. und dem Gegenkönig Rudolf von Rheinfelden (1077) wurden teilweise auf westfälischem Gebiet ausgetragen. Dabei standen die Grafen von Werl, die sich nach ihrer Übersiedlung nach Arnsberg auch als Grafen von Arnsberg bezeichneten, auf der kaiserlichen Seite. Ebenfalls noch im Zusammenhang der Auseinandersetzung zwischen Kaiser und Papst verbündeten sich 1112 die Erzbischöfe von Mainz und Köln mit dem neuen sächsischen Herzog Lothar von Süpplingenburg gegen Heinrich V. Die Aufständischen besiegten den Kaiser in der Schlacht am Welfesholz. Anschließend wandte sich Lothar ins Bistum Münster, das dem Kaiser treu geblieben war, und eroberte den Bischofssitz Münster.
Dortmund mit seiner Königspfalz wurde 1113 im Auftrag Heinrichs V. befestigt, jedoch im Oktober 1114 von Lothar von Süpplingenburg und seinen Verbündeten zerstört. Bereits im Folgejahr konnte Heinrich das königliche Dortmund zurückerobern und erneut befestigen lassen.
Graf Friedrich von Arnsberg, einer der mächtigsten westfälischen Adeligen dieser Zeit, wechselte verschiedentlich die Fronten und verlor teilweise in diesen politischen Zusammenhängen einen beträchtlichen Teil seines Herrschaftsgebiets. Sowohl Lothar wie auch der Erzbischof von Köln konnten erfolgreich Burgen in Arnsberg erobern. Nach dem Tod Friedrichs war die starke Stellung der Werl-Arnsberger Grafen gebrochen.
Ein weiteres mächtiges Geschlecht mit einer Tendenz zur Territorialbildung waren die Grafen von Cappenberg an der Lippe. Nicht zuletzt ihre Verwandtschaft mit den Staufern – Otto von Cappenberg war Taufpate des späteren Königs Friedrich I. – wie auch ihre weiten Besitzungen verliehen ihnen Macht und Einfluss. Neben zahlreichen Oberhöfen in Westfalen, beispielsweise in und um Cappenberg an der Lippe, in Mengede an der Emscher, in Varlar und Coesfeld, sowie am Niederrhein hatten die Cappenberger auch reichen Besitz in der Wetterau und in Schwaben. Ein Wandel ergab sich, als die Grafen Otto und Gottfried von Cappenberg, letzterer zu dieser Zeit verheiratet mit Ida, Tochter Friedrichs von Arnsberg, unter dem Einfluss Norberts von Xanten ihren Besitz dem Prämonstratenserorden übergaben und selbst in das damit neu gegründete Kloster Cappenberg eintraten. Die mit der Klostergründung verbundene Unterstellung Cappenbergs unter den Bischof von Münster festigte die bischöfliche Position an der Lippe erheblich.

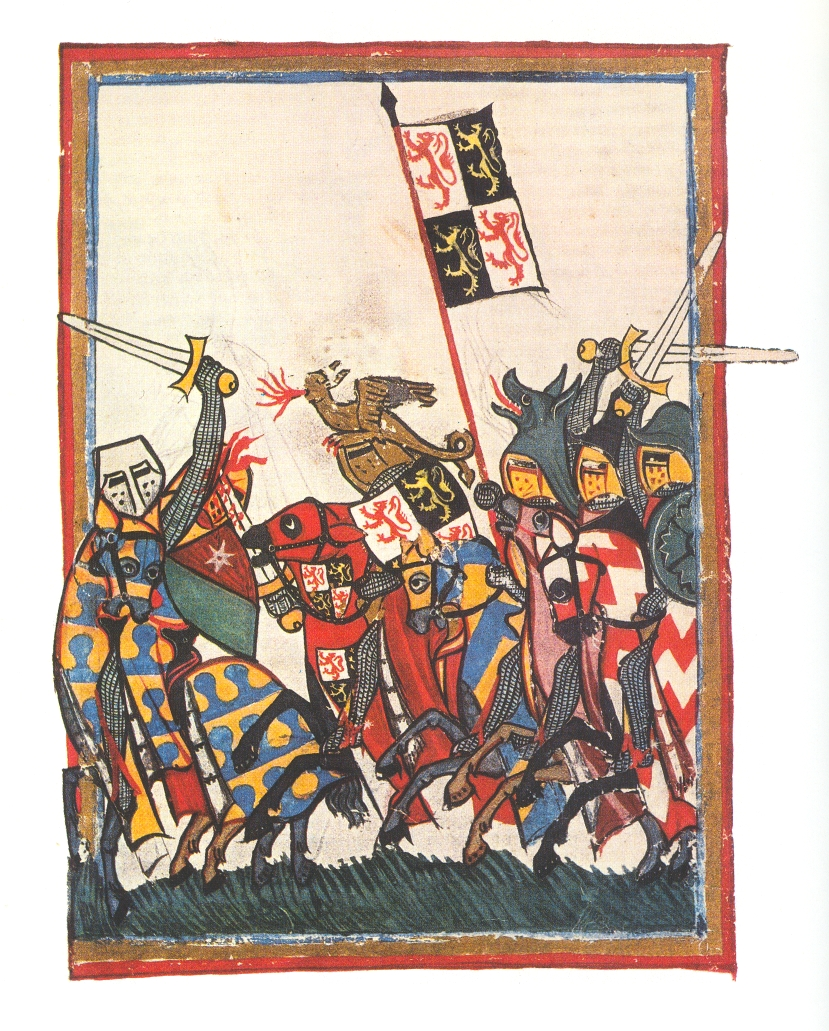
Darstellung der Schlacht von Worringen im Codex Manesse, Zürich 1305 bis 1340

Die stärksten Kräfte wurden seit der Herrschaft Lothars III. somit die Bischöfe von Münster, Paderborn und Minden. Im südlichen Westfalen waren die folgenden Jahrhunderte von der Expansion der Erzbischöfe von Köln geprägt. Nach der Entmachtung des Sachsenherzogs Heinrichs des Löwen durch Friedrich Barbarossa (1180) wurde die Herzogswürde in Sachsen geteilt. In der Gelnhäuser Urkunde wurde festgelegt, dass der östlich der Weser gelegene Teil des Herzogtums an die Askanier fallen sollte; Herzog von Westfalen und Engern wurde der Erzbischof von Köln, zu diesem Zeitpunkt Philipp I. von Heinsberg. Sein nominales Herrschaftsgebiet umfasste das zum Kölner Bistum gehörige Südwestfalen und das Bistum Paderborn. Das Bistum Münster wurde nicht erwähnt.
Aber auch in Paderborn hatten die Kölner keine direkte Macht. Das als Herzogtum Westfalen direkt vom Erzbischof beherrschte Gebiet war zunächst ein relativ kleines Territorium um Werl, Rüthen und Brilon vom Hellweg (Erwitte und Geseke) entlang der Möhne, sowie Medebach, Winterberg und Attendorn im Sauerland. Es war seit 1102 in den unmittelbaren Besitz der Erzbischöfe von Köln gelangt und zum großen Teil 1180 aus Besitzungen Heinrichs des Löwen übertragen worden. Später wuchs das Gebiet durch verschiedene Erwerbungen weiter an. Ihren Abschluss fand die Entwicklung mit der Schenkung der Grafschaft Arnsberg im Jahr 1368 durch den letzten Grafen Gottfried IV. Bereits etwa 1228 hatten die Kölner Bischöfe die Herrschaft im Vest Recklinghausen übernommen. Beide westfälischen Territorien der Kölner lagen geografisch weit auseinander und wurden getrennt verwaltet.
Zwar übten die Erzbischöfe die herzogliche Gewalt für das gesamte so definierte Westfalen aus, doch die politische Macht der einzelnen Territorien war zwischen Grafen und Bischöfen aufgeteilt. Eine besondere Entwicklung erfuhr die Grafschaft Mark mit ihrem Territorium in Süd-Westfalen. Deren Herrschern gelang eine beachtliche Erweiterung ihres Gebiets. Da sich die Interessen der Grafen immer wieder mit denen des Kölner Erzstuhls überschnitten, prägte die Konkurrenz von Mark und Köln fast zweihundert Jahre die Entwicklung im südlichen Westfalen. Dabei spielten auch auswärtige Mächte, insbesondere die Herzöge von Burgund als Verbündete der Grafen von der Mark, eine nicht unerhebliche Rolle. Die Schlacht von Worringen 1288 beendete die Expansion der Kölner weitgehend, während die Grafen der Mark nunmehr die eindeutig führende Rolle einnahmen.

#### Territorialisierung im Spätmittelalter

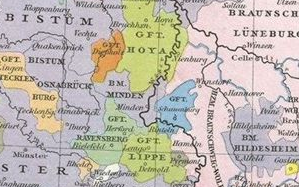
Hochstift Minden um 1500

Vor allem zwischen dem späten 13. und dem Ende des 15. Jahrhunderts war Westfalen geprägt vom Aufstieg kleinerer oder größerer geistlicher oder weltlicher Herrschaften, die ihre Gebiete mit mehr oder weniger Erfolg zu Territorialstaaten ausbauen konnten. Das Hochstift Münster legte die Grundlagen für das Niederstift (außerhalb der späteren preußischen Provinz Westfalen). Innerhalb dieses Gebietes fielen die meisten kleineren Herrschaften an das Bistum, das seit dem 15. Jahrhundert über ein weitgehend geschlossenes Gebiet verfügte. Unabhängig blieben lediglich Steinfurt, Gemen und Anholt. Allerdings war das Bistum während der münsterschen Stiftsfehde (1450–1457) noch einmal Spielball auswärtiger Interessen (Kölner Erzbischöfe, Grafen von der Mark, Grafen von Hoya, Herzöge von Burgund), die um die Besetzung des Bischofsstuhls stritten.
Das Hochstift Paderborn stand lange Zeit unter Druck der Kölner Erzbischöfe (über mehrere Jahrhunderte ereigneten sich Übergriffe an der Bistumsgrenze am Hellweg zwischen Geseke und Salzkotten), ehe die Niederlage Kölns in der Schlacht von Worringen dem ein Ende machte. In der ersten Hälfte des 14. Jahrhunderts erwarb Paderborn die Reste der Besitzungen der ehemals bedeutenden Grafen von Schwalenberg. Im Inneren gelang es den Bischöfen, die Macht der Herren von Büren einzuschränken.
In einer deutlich schlechteren Position befand sich das Hochstift Minden, das umgeben von mächtigen Nachbarn wie den Grafen von Schaumburg oder den Herzögen von Braunschweig kaum expandieren konnte. Während die kirchliche Zuständigkeit bis in die Lüneburger Heide reichte, war das weltliche Territorium ungleich kleiner. Es deckte sich fast mit dem heutigen Kreis Minden-Lübbecke.

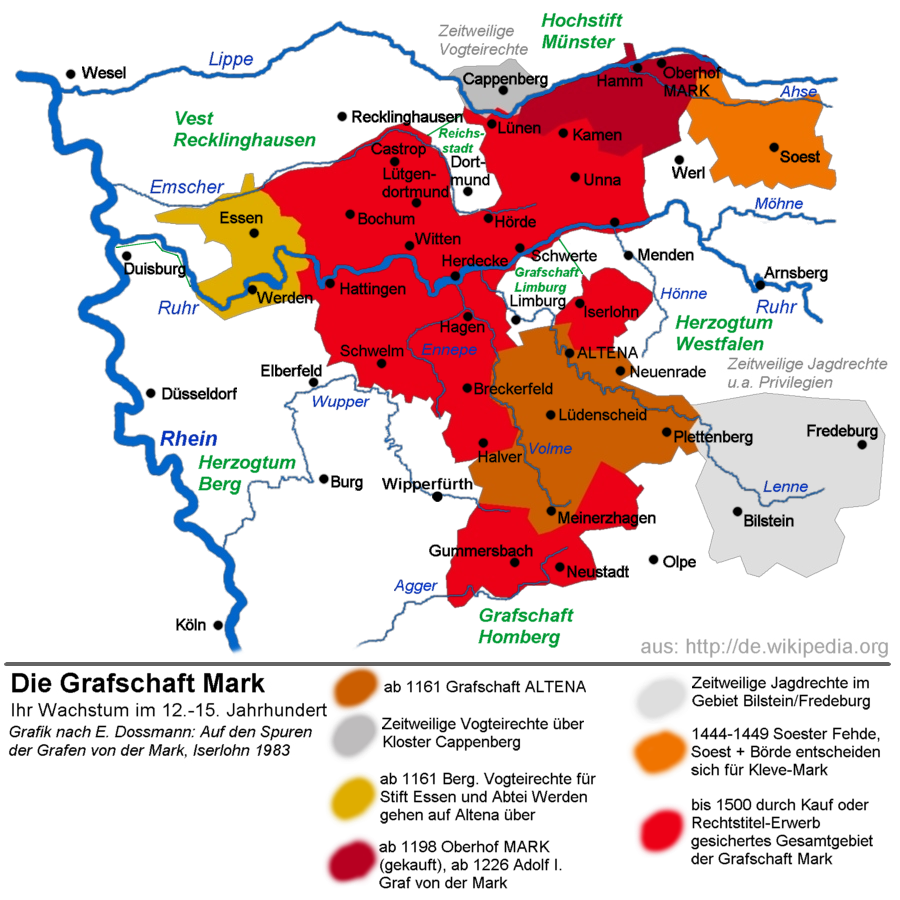
Entwicklung der Grafschaft Mark vom 12. bis 15. Jahrhundert

Die Grafen von der Mark erwarben zahlreiche Gebiete im südlichen Westfalen und am Hellweg. Ihr Gebiet umfasste schließlich in etwa das Gebiet der heutigen Städte Hagen, Bochum und Herne, große Teile des heutigen Dortmunder Stadtgebietes, die südlich der Lippe gelegenen Teile der Stadt Hamm und des Kreises Unna, das Gebiet des Ennepe-Ruhr-Kreises, die südlich der Emscher gelegenen Teile der Stadt Gelsenkirchen und des Kreises Recklinghausen, Soest mit seiner Börde und den größten Teil des heutigen märkischen Kreises. Die Grafen von der Mark erbten die Grafschaft Kleve und vereinten diese erstmals 1398 in Personalunion. Erbstreitigkeiten innerhalb des Hauses führten zu kriegerischen Auseinandersetzungen zwischen dem Haupterben der beiden Grafschaften Adolf II. und seinem Bruder Gerhard. Gerhard setzte sich in weiten Teilen der Grafschaft durch, durfte sich jedoch nur als Graf zur Mark bezeichnen und sein Bruder behielt formal die Oberhoheit. Erst nach dem Tod Gerhards (1461) blieben beide Territorien endgültig vereint. 1417 hatte Kaiser Sigismund Adolf II. in den Herzogsstand erhoben.
Neben der Grafschaft Mark waren die Grafschaften Ravensberg und Tecklenburg die wichtigsten weltlichen Herrschaftsgebiete in Westfalen. Die Grafen von Ravensberg erwarben als Pfand etwa 1408 Enger und erlangten die weltliche Hoheit über das Stift Herford. Allerdings fiel Ravensberg nach dem Tod des letzten Grafen 1437 an die Herzöge von Jülich.
Im Jahr 1521 kam es schließlich zur Personalunion der Gebiete Jülich-Berg (inklusive Ravensberg) und Kleve-Mark und damit zur Entstehung einer beachtlichen Machtposition des Hauses Mark im Reich. Die sogenannten Vereinigten Herzogtümer erreichten zwischen 1538 und 1543 ihre größte territoriale Ausdehnung. Sie bestanden in dieser Zeit aus den Herzogtümern Jülich, Kleve, Berg, Geldern, den Grafschaften Mark, Ravensberg, Zutphen und der Herrschaft Ravenstein und dem Kondominat Lippstadt. Dadurch verschob sich der Machtschwerpunkt des westfälischen Adelsgeschlechtes von der Mark weiter nach Westen. Schon 1391 hatte das Haus seine Hauptresidenz vom westfälischen Hamm auf die Schwanenburg nach Kleve verlegt.

#### Westfälische Städte

##### Stadtentstehung und Städtegründungen

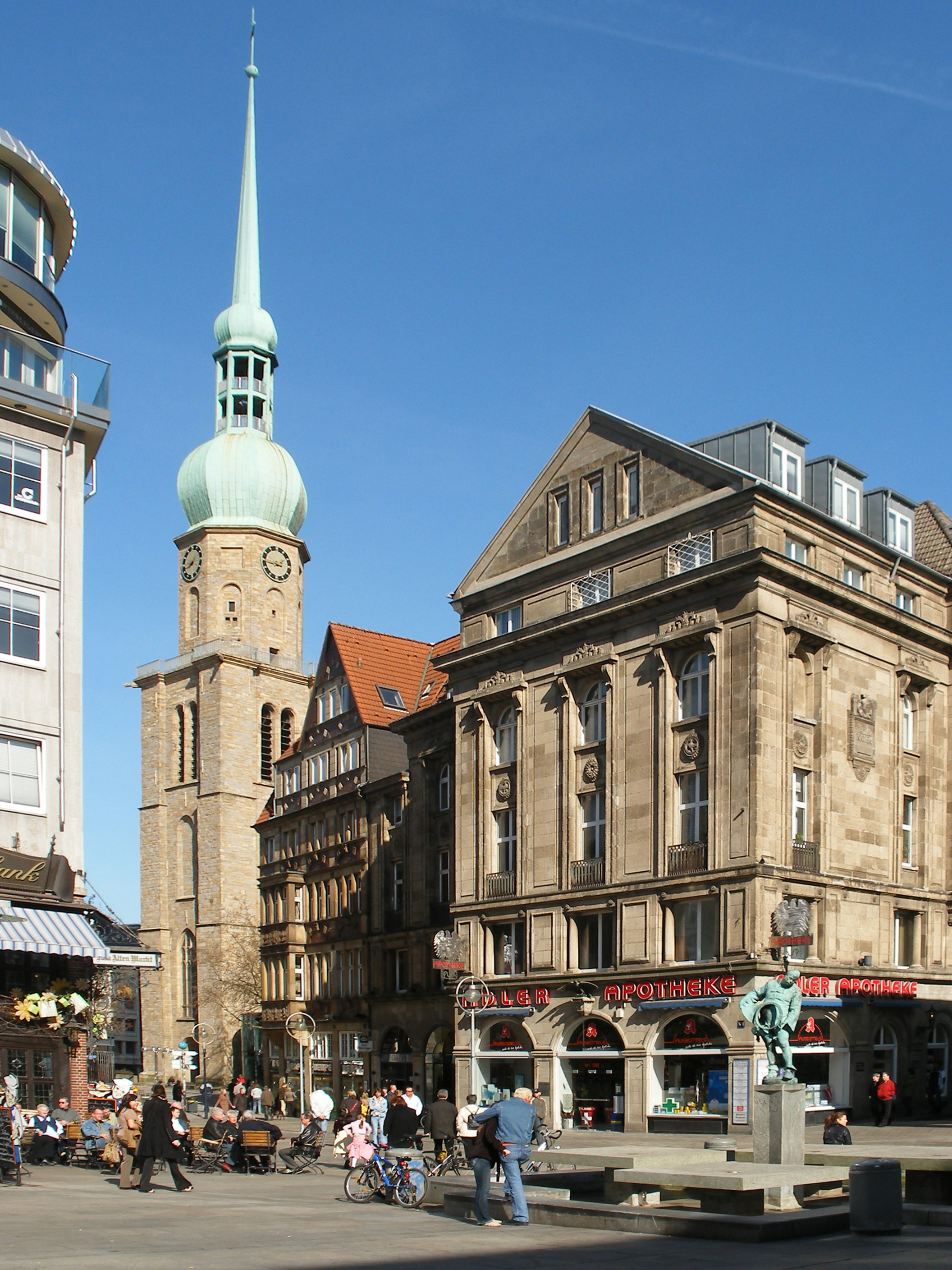
Gegründet als ottonische Pfalzkirche, erhielt St. Reinoldi in Dortmund im Spätmittelalter einen Turm, der lange das höchste Gebäude Westfalens war

Eine gewisse Gegenbewegung zur Territoriumsbildung war mit der Entstehung der mittelalterlichen Stadt und eines städtischen Selbstbewusstseins verbunden. Während die Städte des Rheinlandes häufig in direkter oder indirekter Tradition der Städte des römischen Reiches standen, hatte es im sächsischen Westfalen keine Städte gegeben. Die ältesten Stadtgründungen waren hier die Bischofssitze Osnabrück, Münster, Paderborn und Minden; später kamen Dortmund und Soest sowie zahlreiche weitere Städte hinzu.
Die größte Stadt war im 15. Jahrhundert Soest mit 10.000 bis 12.000 Einwohnern, gefolgt von Dortmund und Münster mit 7.000 bis 9.000 Einwohnern sowie Paderborn und Minden mit jeweils etwa 4.000 Einwohnern. Hier entwickelte sich schon bald ein bürgerliches Selbstbewusstsein. So übte die Bürgerschaft in Münster bereits 1180 das Steuererhebungsrecht aus; 1278 verließ der Bischof die Stadt und residierte seither auf Burg Wolbeck. Kaum anders in Paderborn, wo der Bischof nach Auseinandersetzungen mit den Bürgern 1275 die Stadt verließ und sich in Neuhaus niederließ.
Um die Dortmunder Kaiserpfalz entwickelte sich allmählich eine Siedlung, und spätestens am Ende des 10. Jahrhunderts muss ein Markt bestanden haben. Eine Stadtmauer bestand 1150. In der Mitte des 12. Jahrhunderts verlieh Konrad III. Dortmund die Stadtrechte, die 1236 von Kaiser Friedrich II. bestätigt wurden. Von Anfang an war Dortmund weder einem Bischof noch einem weltlichen Herrscher außer dem Kaiser unterstellt und ist damit die einzige Reichsstadt in Westfalen. Gegen den Versuch, die Souveränität der Stadt einzuschränken, konnte sich Dortmund Ende des 14. Jahrhunderts in der Großen Dortmunder Fehde gegen kriegerische Angriffe der benachbarten Grafschaft Mark und des Erzbistums Köln durchsetzen.
Dagegen stand Soest als Teil des Herzogtums Westfalen zunächst unter der Herrschaft der Erzbischöfe von Köln. Um 1100 gab es in Soest einen ständigen Markt und Marktgerichtsbarkeit. In der ersten Hälfte des 12. Jahrhunderts war bereits das Soester Stadtrecht ausgebildet, das in der Folge von etwa 60 westfälischen Städten, aber auch von Lübeck, übernommen wurde. Soest löste sich während der Soester Fehde 1444 bis 1449 von der Vorherrschaft des Kölner Erzbischofs und unterstellte sich dem Herzog von Kleve-Mark.
Den genannten ältesten westfälischen Städten war gemeinsam, dass sie nicht auf einen Gründungsakt zurückgingen, sondern sich aus kleinen an Bischofs- oder Königssitze angelehnten Siedlungen entwickelten. Ähnlich entstanden auch Geseke, Höxter, Herford und Medebach. Daneben wurden vor allem im 13. Jahrhundert zahlreiche Städte von den jeweiligen Territorialherren angelegt. Frühe Beispiele sind etwa Lippstadt (1185), Lemgo (vor 1200) und Rheda als Gründungen der lippischen Grafen. Die Kölner Erzbischöfe bauten in dieser Phase Werl zu einer Stadt aus; Brilon, Rüthen, Geseke und Attendorn wurden zu Beginn des 13. Jahrhunderts ebenfalls zu Städten erweitert. Im Bistum Münster gehen Coesfeld und Warendorf auf ältere Siedlungen zurück, die gegen Ende des 12. Jahrhunderts zu Städten erhoben wurden. Ähnliches gilt auch für Ahlen, Beckum, Bocholt und Telgte (alle mit Stadtrechten bis 1240). Im Bistum Paderborn ging die Stadtentwicklung zunächst nicht so sehr von den Bischöfen, sondern wie in Warburg, Büren und Brakel von lokalen Adelsgeschlechtern aus. Die Grafen von Arnsberg verliehen der unterhalb ihrer Burg entstandenen Siedlung Arnsberg 1237 Stadtrechte.
Einen Sonderfall unter den Stadtgründungen des Mittelalters in Westfalen nimmt die Stadt Hamm ein; die Gründung Hamms geht auf ein reichspolitisches Ereignis zurück, die Ermordung des Kölner Erzbischofs und Reichsverwesers Engelbert I. von Köln im Jahr 1225 durch dessen Verwandten Friederich von Altena-Isenberg. Graf Friedrich von Altena-Isenberg wurde für diesen Frevel auf das Rad geflochten, seine Besitzungen Burg und Stadt Nienbrügge sowie seine Isenburg bei Hattingen wurden als Sühne zerstört. Adolf I., Graf von Altena-Mark, ebenfalls ein Verwandter Friedrichs und des Ermordeten Engelberts, ergriff nun die Partei des Erzbistums und gelangte so in den Besitz des größten Teils der Altena-Isenbergschen Erbgüter. Er siedelte nach Vollstreckung des Urteils an Nienbrügge die heimatlos gewordenen Nienbrügger nur wenige hundert Meter flussaufwärts am Zusammenfluss von Lippe und Ahse in seiner neuen Planstadt an. Am Aschermittwoch 1226 verlieh ihr der Graf das vom Lippstädter Recht abgeleitete Stadtrecht.
Die Grafen von Ravensberg erhoben 1214 Bielefeld zur Stadt. Während die älteren Gründungsstädte oft als Handels- und Gewerbestädte dem Vorbild der gewachsenen Städte ähnelten, waren die Stadtgründungen zwischen 1240 und 1290 deutlich kleiner, und der Fernhandel spielte nur eine geringe Rolle. Die nach 1290 gegründeten Städte zählten meist zum Typus von bewusst geschaffenen Minderstädten. Diese werden je nach Region Wigbolde, Freiheiten oder Flecken genannt, hatten zwar im Kern stadtähnliche Rechte, meist aber keine Stadtmauer und waren von ihrem Äußeren und ihrer inneren Struktur von größeren Dörfern kaum zu unterscheiden.

##### Städtebünde und Hanse
Kennzeichnend für die Entwicklung eines städtischen Selbstbewusstseins war die Entstehung von Städtebünden. Zum Schutz der Kaufleute schlossen 1246 etwa Münster, Osnabrück, Coesfeld, Minden und Herford den Ladbergener Städtebund; 1253 taten sich Soest, Dortmund, Münster und Lippstadt im sogenannten Werner Bund zusammen. Ein Jahr später traten zahlreiche westfälische Städte dem Rheinischen Bund bei. Spätestens im 14. Jahrhundert hatten die Städte durch Fernhandel und spezialisiertes Handwerk wirtschaftlich die alten Grafschaften überrundet.

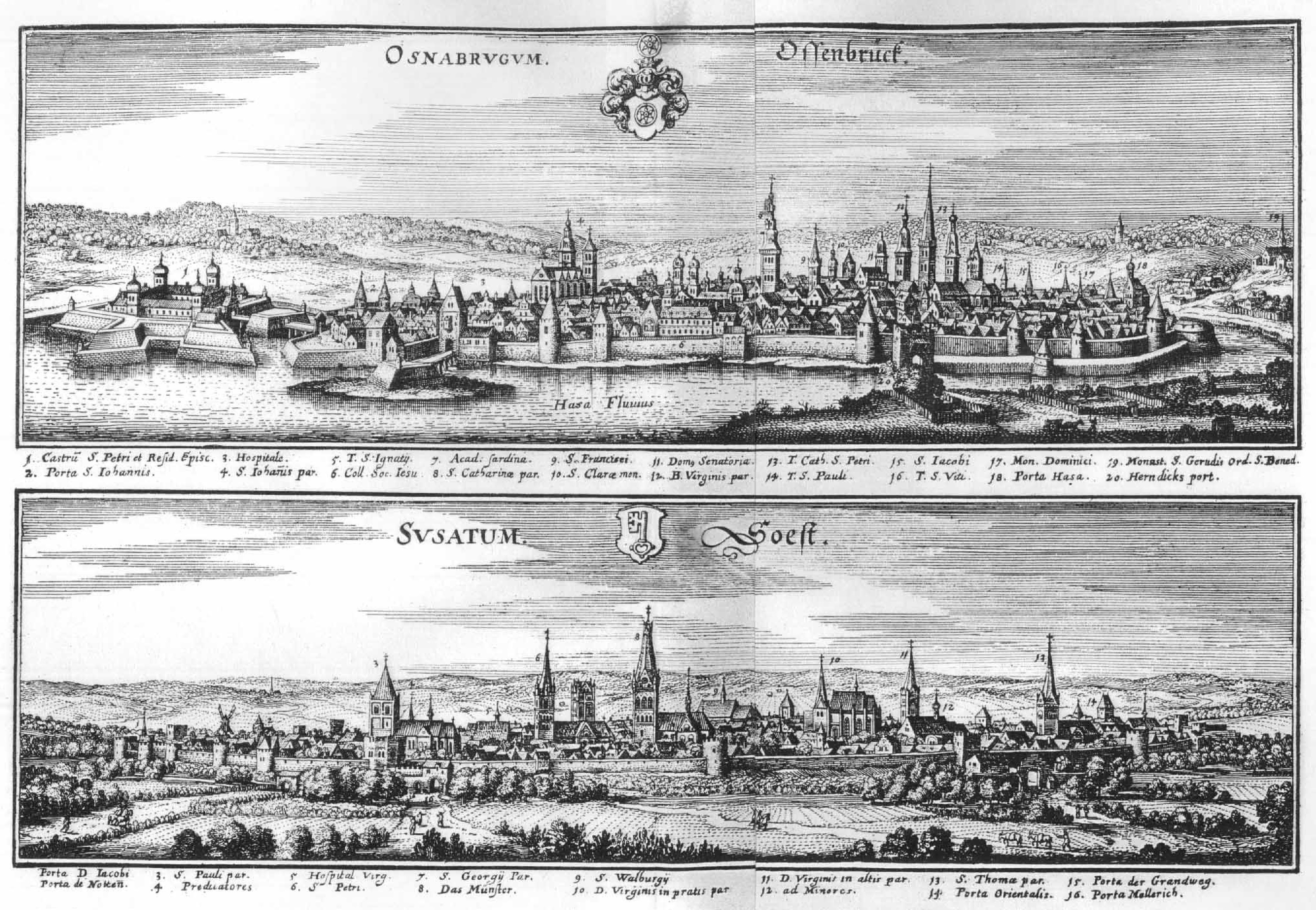
Osnabrück und Soest (aus: Matthäus Merian: Topographia Westphaliae (Westphalen) 1647)

Diese wirtschaftliche Bedeutung zeigt sich nicht zuletzt an der Beteiligung westfälischer Städte an der Hanse. Insgesamt beanspruchen etwa 80 heutige westfälische Städte und Gemeinden die Zugehörigkeit zur Hanse. Allerdings war die Qualität dieser Mitgliedschaft höchst unterschiedlich. Die wichtigsten und aktivsten Hansestädte waren Dortmund, Soest, Münster und das damals noch zu Westfalen zählende Osnabrück. Als Vorort des so genannten „westfälisch-preußischen Drittels“ fungierte zunächst Dortmund, ehe diese Position zeitweise und schließlich auf Dauer an Köln überging. Daneben spielten noch einige weitere Städte eine gewisse Rolle. Neben solchen Städten, die zu den Hansetagen geladen wurden, gab es zahlreiche Beistädte, die zwar an den Handelsprivilegien teilhatten, aber innerhalb der Hanse nicht mitsprechen konnten. Dazu gehörten im 16. Jahrhundert Bielefeld, Herford und Minden. Beistadt von Osnabrück war Wiedenbrück; Münster hatte Coesfeld, Rheine, Warendorf, Borken, Bocholt, Dülmen, Haltern, Ahlen, Beckum, Werne und Telgte als Beistädte; zu Soest gehörten Lippstadt, Arnsberg, Werl, Rüthen, Brilon und Geseke. Hinzu kamen auch Paderborn und Warburg. Hamm und Unna stiegen von Dortmunder Beistädten zu Prinzipalstädten auf, die ihrerseits nun Kamen, Lünen, Schwerte, Iserlohn, Lüdenscheid, Breckerfeld, Altena, Neuenrade, Plettenberg, Bochum, Hattingen, Wattenscheid, Wetter, Blankenstein, Westhofen und Hörde als Beistädte beanspruchten. Hinter Dortmund standen damals nur noch Essen, Dorsten und Recklinghausen. Hinzu kamen dabei noch zahlreiche mit der Hanse verbundene Orte, die wiederum den Beistädten zugeordnet waren. Zu dieser Zeit war der Höhepunkt der Hanse längst überschritten.

#### Femegerichte, Ritterbünde und Landstände
Nicht nur die Expansion der Städte, sondern auch andere Faktoren begrenzten die Herrschaft der Landesherren. Im Bereich der Gerichtsbarkeit standen die landesherrlichen Gogerichte vor allem im 14. und 15. Jahrhundert in Konkurrenz zu den westfälischen Femegerichten. Diese Gerichte konnten entstehen, da es in Westfalen einerseits keine wirkliche herzogliche Gewalt gab und andererseits die bestehenden Gerichte vielfach wenig effektiv waren. Die Femegerichte, die ursprünglich für die recht zahlreichen persönlich freien Einwohner Westfalens zuständig waren, wurden im Laufe der Zeit auch immer stärker von Auswärtigen in Anspruch genommen.
Dass das spätmittelalterliche Territorium noch kein vollständiger Staat im modernen Sinn war, zeigt auch das Verhalten von Teilen der Ritterschaft und des Adels. So kam es im Grenzgebiet zwischen dem Herzogtum Westfalen und Hessen im 14. Jahrhundert zur Bildung von Ritterbünden wie dem Benglerbund. Auch wenn diese teilweise politische Ziele verfolgten, ähnelten sie doch eher Raubrittern.
Von langfristig größerer Bedeutung war das Entstehen von Landständen. Im Herzogtum Westfalen etwa sahen sich die Erzbischöfe von Köln im 15. Jahrhundert mehrfach zu Vereinbarungen (Erblandesvereinigungen) mit dem Adel und Städten gezwungen. Diese führten zur Entstehung von Landtagen, die sich im Herzogtum Westfalen bis 1482 belegen lassen. Gegliedert war die Versammlung in die Ritter- und die Städtekurie. Ähnlich verlief auch die Entwicklung in anderen Territorien, auch wenn die Zusammensetzung davon abweichen konnte. In den geistlichen Gebieten gehörten dazu meist der landsässige Adel und der Klerus. Die Masse der Bauern war nur selten vertreten. Das wichtigste Recht war zweifellos die alljährliche Steuerbewilligung. In den geistlichen Gebieten sahen sich Bischöfe zudem vor ihrem Amtsantritt zu „Wahlkapitulationen“ gezwungen, die vor allem die Rechte und Privilegien der Landstände garantierten.

## Frühe Neuzeit und Glaubenskriege

### Westfälischer Reichskreis
Im Zuge der Reichsreform Maximilian I. wurden im Jahr 1512 auf dem Reichstag zu Köln neue Reichskreise gebildet. Diese waren zuständig für die Wahl von Vertretern in das Reichsregiment, des Reichskammergerichts und seit der Reichsexekutionsordnung auch für die Sicherung des Landfriedens, Friedenssicherung und Münzpolizei. Unter den Reichskreisen war auch der Niederrheinisch-Westfälische Reichskreis. Er umfasste die Gebiete von der ostfriesischen Nordseeküste, über Niederrhein, Münsterland bis ins Sauerland, in etwa die Gebiete von der Weser bis zur Maas. Von den westfälischen Territorien gehörten dazu: die Grafschaften Mark und Ravensberg, Steinfurt, Bentheim und Lippe. Hinzu kamen die geistlichen Gebiete Osnabrück, Münster, Minden, Paderborn, Corvey, Herford und das Stift Verden an der Aller (es galt als das nordöstlichste Gebiet des Westfälischen Reichskreises und ragt in den Niedersächsischen Reichskreis hinein), sowie die Städte Dortmund, Soest und Herford. Zum kurrheinischen Kreis gehörten als Teil des Kurfürstentums Köln das Herzogtum Westfalen und das Vest Recklinghausen.

### Reformation und Gegenreformation in den Städten und Territorien

#### Humanismus und Städtereformation

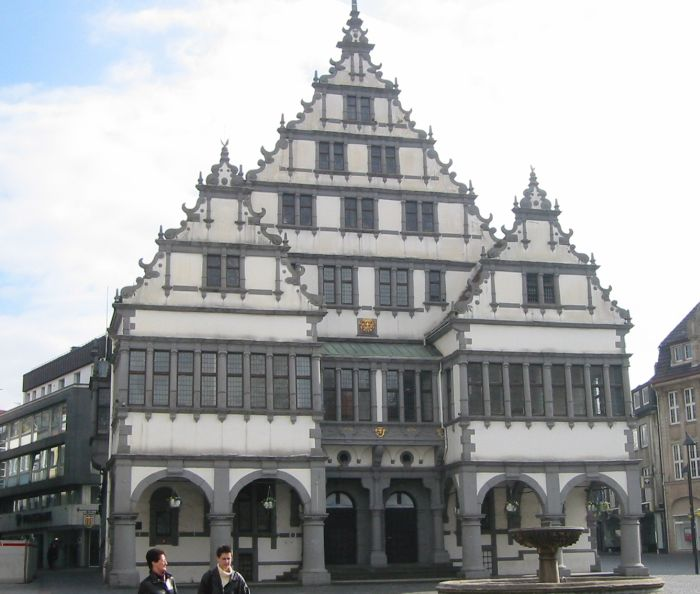
Rathaus in Paderborn im Stil der Weserrenaissance

Die Reformation war zunächst ein „urban event“ (engl., „städtisches Ereignis“; Arthur Geoffrey Dickens). Dies gilt im Prinzip auch für Westfalen. Vorläufer der Reformation waren die katholischen Reformbewegungen des 15. Jahrhunderts, etwa die „Devotio moderna“, die auch in Westfalen von Bedeutung waren. Entsprechende Fraterhäuser gab es etwa in Münster (1401) und Herford (1428). Klöster der Augustiner-Eremiten (des Ordens, dem auch Martin Luther angehörte) gab es in Herford und Lippstadt. Zur Vorgeschichte gehören auch die Verbreitung der Renaissance (als Baustil entwickelte sich in Westfalen die Weserrenaissance), des Humanismus und die Durchsetzung des Buchdrucks. Gebildete Humanistenzirkel gab es auch in Westfalen. Zu ihnen gehörte der Münsteraner Domherr Rudolf von Langen, der im Geist des Humanismus der alten Domschule, dem heutigen Gymnasium Paulinum, zu neuem Ansehen verhalf. Dazu gehört in Münster auch Jacob Montanus, der ein Anhänger der Devotio moderna war. Bereits 1521 öffnete er sich den reformatischen Ideen und stand in engem brieflichem Kontakt mit Luther und Melanchthon. Ähnliches gilt für den Münsteraner Gymnasiallehrer Adolf Clarenbach, der 1529 in Köln als Ketzer verbrannt wurde, und für Johann Glandorf, der schließlich nach Wittenberg ging.
Ausgangspunkte für die Reformation in Westfalen waren das Fraterhaus der Devotio moderna in Herford sowie die Klöster der Augustiner-Eremiten. So gilt der „Lippstädter Katechismus“ von 1534 (Johann Westermann) als erstes eigenständiges westfälisches reformatorisches Zeugnis. In Herford gab es erste reformatorische Predigten bereits 1521. Diese vermischten sich mit sozialen Konflikten, die 1525 schließlich zur Aufnahme von Handwerkern in den Stadtrat führten. Durchgesetzt war die Reformation in der Stadt jedoch erst um 1530. Seit 1525 fasste sie auch in Dortmund Fuß. In Osnabrück nahm die Reformation um diese Zeit teilweise gewaltsame Züge an. In Soest folgten reformatorische Bewegungen etwas später. Dort fand protestantische Bildethik ihren Ausdruck in den Kupferstichen Heinrich Aldegrevers. Entscheidend war für die Stadt der Aufstand der Handwerker von 1531. Bis auf das Patroklistift wurden alle Pfarrkirchen protestantisch und 1532 wurde die Soester Kirchenordnung erlassen. Sie entstand unter der Leitung von Gerd Omeken, der zuvor bereits in Lippstadt „na gebruke der hilligen Wittembergischen Kerken“ Gottesdienste organisiert hatte. Mit dem Archigymnasium entstand 1533 eine zentrale protestantische Bildungsstätte. Aus dem Patroklistift kam mit Johannes Gropper allerdings auch einer der wichtigsten westfälischen Theologen der Gegenreformation des 16. Jahrhunderts.
Relativ ungewöhnlich war mit Johannes Varnhagen der Reformator Iserlohns, der weder Humanist noch Anhänger der Devotio moderna war, sondern an der streng katholischen Universität Köln studiert hatte, ehe er ab 1526 in Iserlohn in protestantischem Sinn predigte. In dieser Stadt dauerte es allerdings bis 1558, ehe sich die Reformation wirklich durchgesetzt hatte. Zeitweise durchaus erfolgreich war die religiöse Erneuerungsbewegung auch in Paderborn. Dort kam es 1528 zu einer sozialen Volkserhebung, in deren Folge sich die reformatorischen Ideen verbreiteten. Der Höhepunkt ihrer Bedeutung war bereits 1532 erreicht, als der neue Bischof Hermann von Wied die Bewegung unterdrückte und die Reformation verbot.

#### Fürstenreformation und Gegenreformation

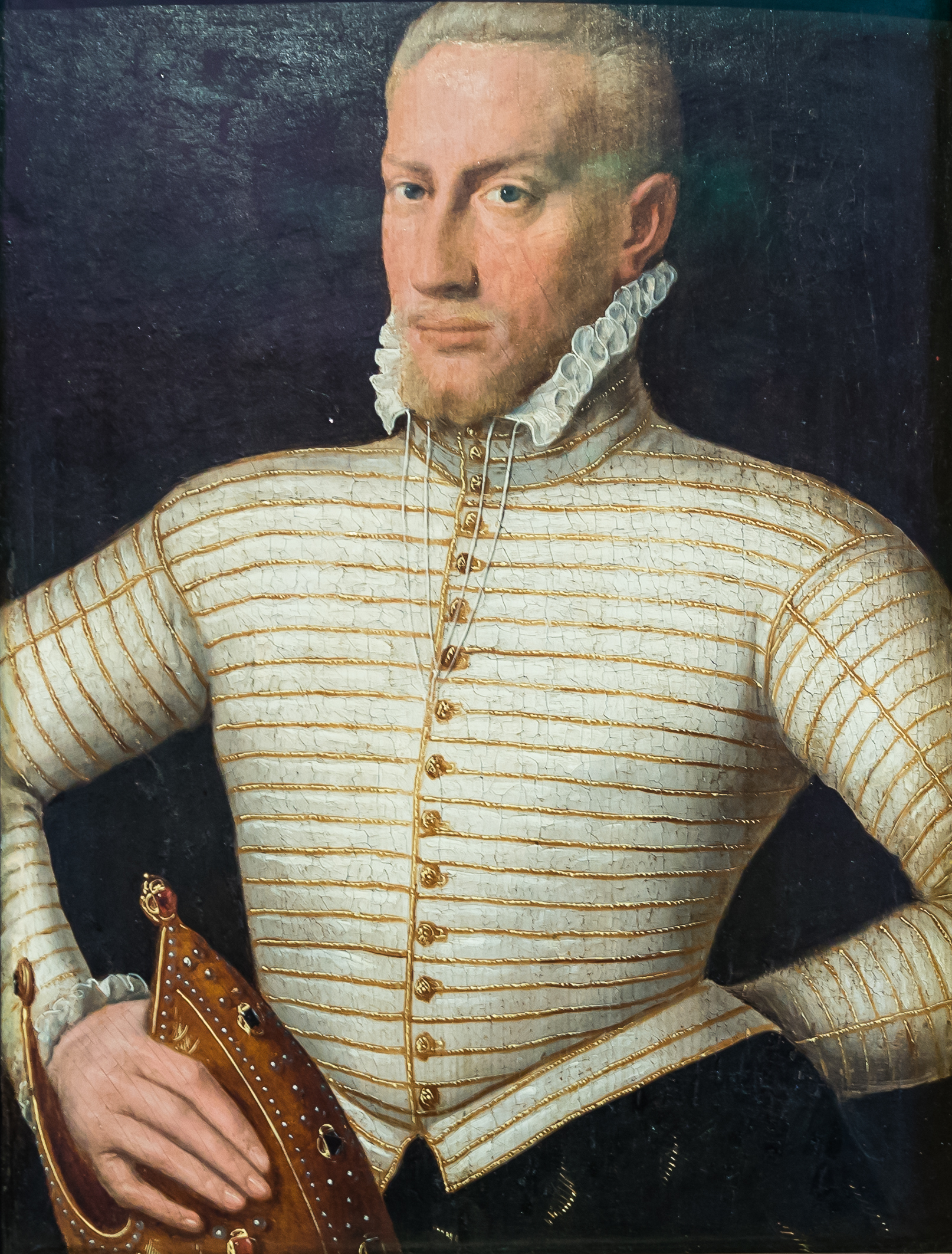
Gebhard I. von Waldburg

In den Paderborner Ereignissen spiegelte sich ein grundsätzlicher Wandel der Reformation nicht nur in Westfalen wider. Über Erfolg und Misserfolg entschieden nicht mehr autonome städtische Bewegungen, sondern der Wille des jeweiligen Landesherrn (= Fürstenreformation). Durch den lehnsrechtlichen Einfluss des hessischen Landgrafen Philipp I. wurde etwa der Protestantismus in den Wittgensteiner Grafschaften durchgesetzt. Auch im Siegerland wurde die Reformation vor allem durch Graf Wilhelm I. von Nassau-Dillenburg gefördert. Während sich im Gebiet der Mark, des Bergischen Landes und Minden-Ravensberg der Protestantismus durchsetzte, scheiterten diese Versuche in den geistlichen Territorien der Bistümer Paderborn und Münster. Wie stark die Konfession von den jeweiligen Landesherren abhängig war, zeigt sich am Beispiel des Herzogtums Westfalen. Dieses Gebiet stand als kölnischer Besitz durch den Übertritt zweier Erzbischöfe zum Protestantismus kurz vor einem Konfessionswechsel. Im Fall des Hermann von Wied beendete die Niederlage der Protestanten im Schmalkaldischen Krieg und der Amtsverzicht des Erzbischofs (1547) diese Entwicklung. Etwa vierzig Jahre später konnten die reformatorischen Absichten von Gebhard Truchsess von Waldburg erst durch den kölnischen Krieg und die Niederlage Gebhards (1588) beendet werden.
Auf der anderen Seite konnte der Calvinismus in einigen Teilen Westfalens im 17. Jahrhundert deshalb Fuß fassen, weil sich ein Teil des Adels von dieser Variante des Protestantismus angesprochen fühlte. Dabei spielte die verwandtschaftliche Beziehung zu den bereits calvinistischen Niederlanden eine beachtliche Rolle. So traten die Grafen von der Lippe oder Graf Arnold II. von Bentheim zum reformierten Glauben über. Auch in der Grafschaft Siegen wandten sich die Landesherren der Lehre Calvins zu und die Nassau-Dillenburger wurden nach der Rückwendung der Kurpfalz zum lutherischen Bekenntnis gar zur politischen Vormacht des Calvinismus im Reich.
Die katholisch gebliebenen Territorien Westfalens wurden im 16. und 17. Jahrhundert von der Gegenreformation geprägt. Dieser Begriff aus dem 18. Jahrhundert stammt von dem Iserlohner Rechtswissenschaftler Johann Stephan Pütter. Wichtige intellektuelle und geistige Träger der Gegenreformation waren auch in Westfalen die Jesuiten, die in politisch wichtigen Städten wie Arnsberg oder Münster zum Teil bedeutende Niederlassungen unterhielten. Als Motoren der katholischen Glaubensverbreitung trugen dieser und andere Orden – etwa die Prämonstratenser oder Minoriten – zur Reform oder Gründung von Gymnasien bei. Dazu zählte das Gymnasium Paulinum in Münster, später auch das Gymnasium Laurentianum in Arnsberg und das Gymnasium Petrinum in Brilon.
Auf der anderen Seite entstanden in Minden, Soest, Osnabrück oder Dortmund humanistische Schulen, die zugleich der Verbreitung der Reformation dienten. Von einigen calvinistischen Landesherren wurden ebenfalls neue Bildungsinstitute gegründet, die einerseits humanistischen Idealen verpflichtet waren, andererseits aber auch der Festigung des Glaubens dienten. Dazu gehörte etwa die Hohe Schule zu Burgsteinfurt im heutigen Steinfurt. Dieses spielte für das reformierte Nordwestdeutschland und die benachbarten Niederlande eine wichtige Rolle im Bildungswesen.

#### Der Sonderfall: Das Täuferreich in Münster
Sowohl in westfälischer aber auch gesamteuropäischer Hinsicht war das Täuferreich in Münster ein extremer Sonderfall. Zunächst verlief die Entwicklung im Wesentlichen nach den üblichen Mustern der Städtereformation. Die humanistischen und reformationsfreundlichen Bestrebungen vermischten sich 1525 mit sozialen Bewegungen. Hinzu kam als weiterer Faktor die politische Autonomiebestrebung der Bürgerschaft gegen den bischöflichen Landesherrn. In den frühen 1530er-Jahren schlossen sich die meisten Pfarrkirchen der Reformation an, während der Dom und einige andere dem alten Glauben treu blieben.
Die Täufer waren eine radikalreformatorische Bewegung, die vor allem in den heutigen Niederlanden eine breite Anhängerschaft gefunden hatte und sich in zentralen Punkten vom Protestantismus lutherischer Provenienz unterschied. So verwarfen die Täufer die Taufe unmündiger Kinder als unbiblisch und propagierten die Erwachsenentaufe. Gerade die von Melchior Hofmann beeinflusste münstersche Spielart des Täufertums hatte zudem einen ausgeprägt endzeitlichen Charakter. Man erwartete das baldige Ende der Welt und sah Münster als das Neue Jerusalem an.

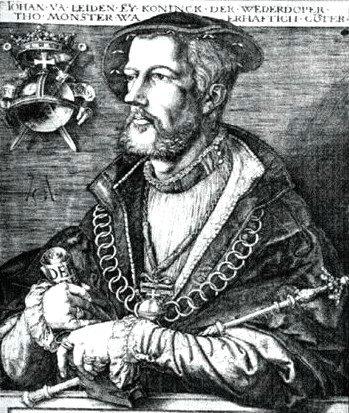
Jan van Leyden als König

Die Dominanz der Täufer in der Stadt beruhte zunächst vor allem auf Zuzug von außen (neben den Wassenberger Prädikanten vor allem Jan Matthys und Jan Beuckelsson – besser bekannt als Jan van Leyden). Aber bereits zuvor hatte sich Bernd Rothmann, der Reformator Münsters, täuferischem Gedankengut geöffnet. Neben dem Charisma vor allem von Jan Matthys trug dies zur Akzeptanz der neuen Lehre bei vielen Einwohnern Münsters bei. Vor allem der einflussreiche Tuchhändler Bernd Knipperdolling machte sich zum Fürsprecher der Täufer. Nach der Flucht zahlreicher Katholiken und Lutheraner gelang es den Täufern bei der Ratswahl, auf formal legalem Wege die Macht in der Stadt zu erringen. Später wurde an Stelle des Rates die „Ordnung der zwölf Ältesten“ unter dem „Propheten“ Jan Matthys und schließlich Jan van Leiden als „König“ gesetzt. Während der Herrschaft der Täufer wurden Gütergemeinschaft und Vielehe eingeführt und kam es zu gewaltsamen Exzessen.
Erst nachdem Truppen des Bischofs Franz von Waldeck und seiner Verbündeten die Stadt ein Jahr lang belagert hatten, gelang die Rückeroberung Münsters nach Verrat. Es folgten grausige Hinrichtungen der Anführer der Täuferbewegung. Damit war die reformatorische Bewegung in Münster endgültig besiegt, das Hochstift Münster blieb auf Dauer ein katholisches Gebiet.
Zwar gab es auch in einigen anderen westfälischen Städten Anhänger des Täufertums, aber diese blieben vor allem nach dem Ende des Täuferreichs eine Randerscheinung. In der Regel wurden politisch aktive Täufer aus den Städten vertrieben. Als Ausnahme von dieser Regel wurde 1558 Dortmund Peter von Rulsem hingerichtet, ein Täufer, der nicht von seiner missionierenden Tätigkeit ablassen wollte.

### Dreißigjähriger Krieg

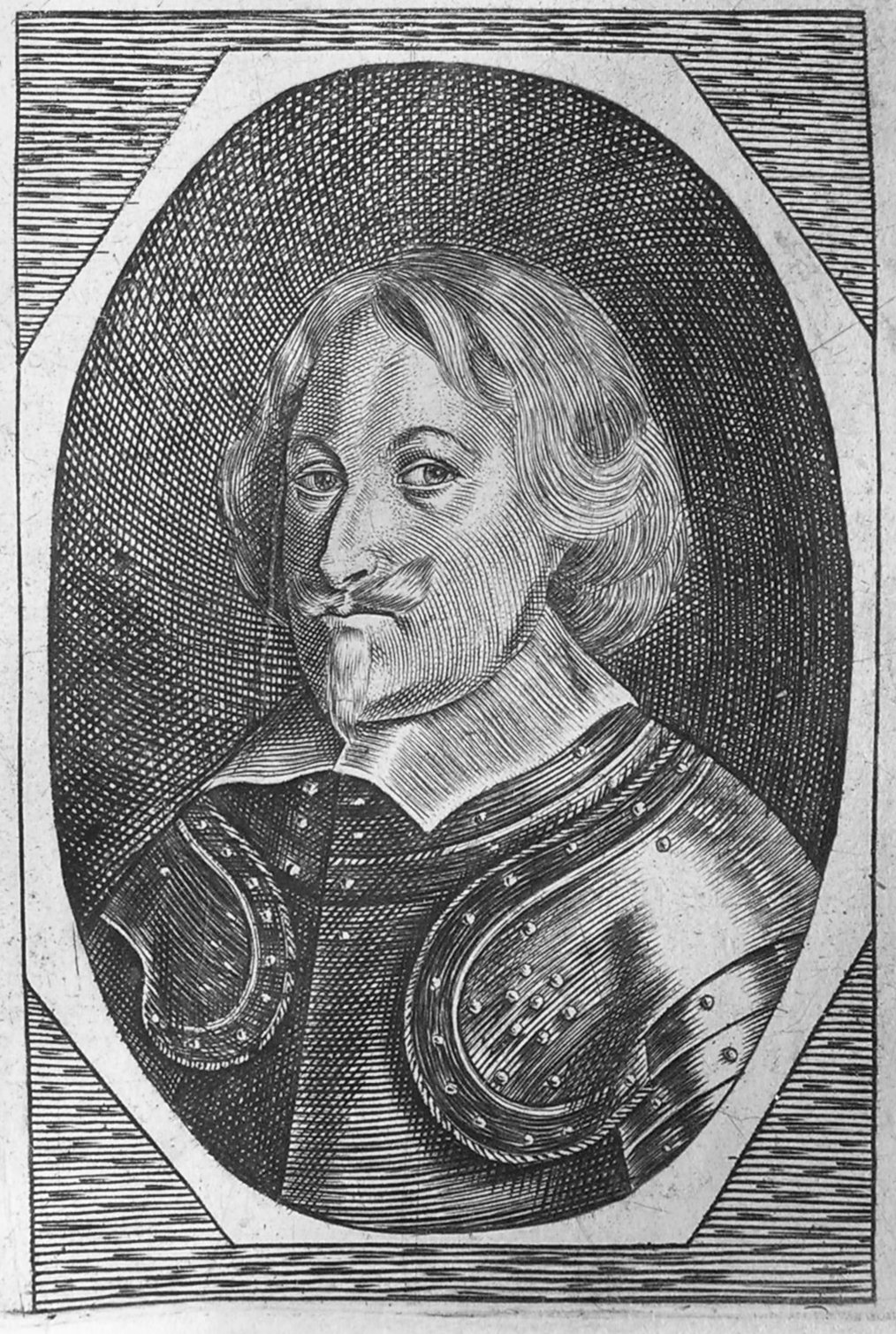
Alexander II. von Velen im Harnisch (in: Adolphus Brachelius: Historia nostri temporis. Amsterdam 1652)

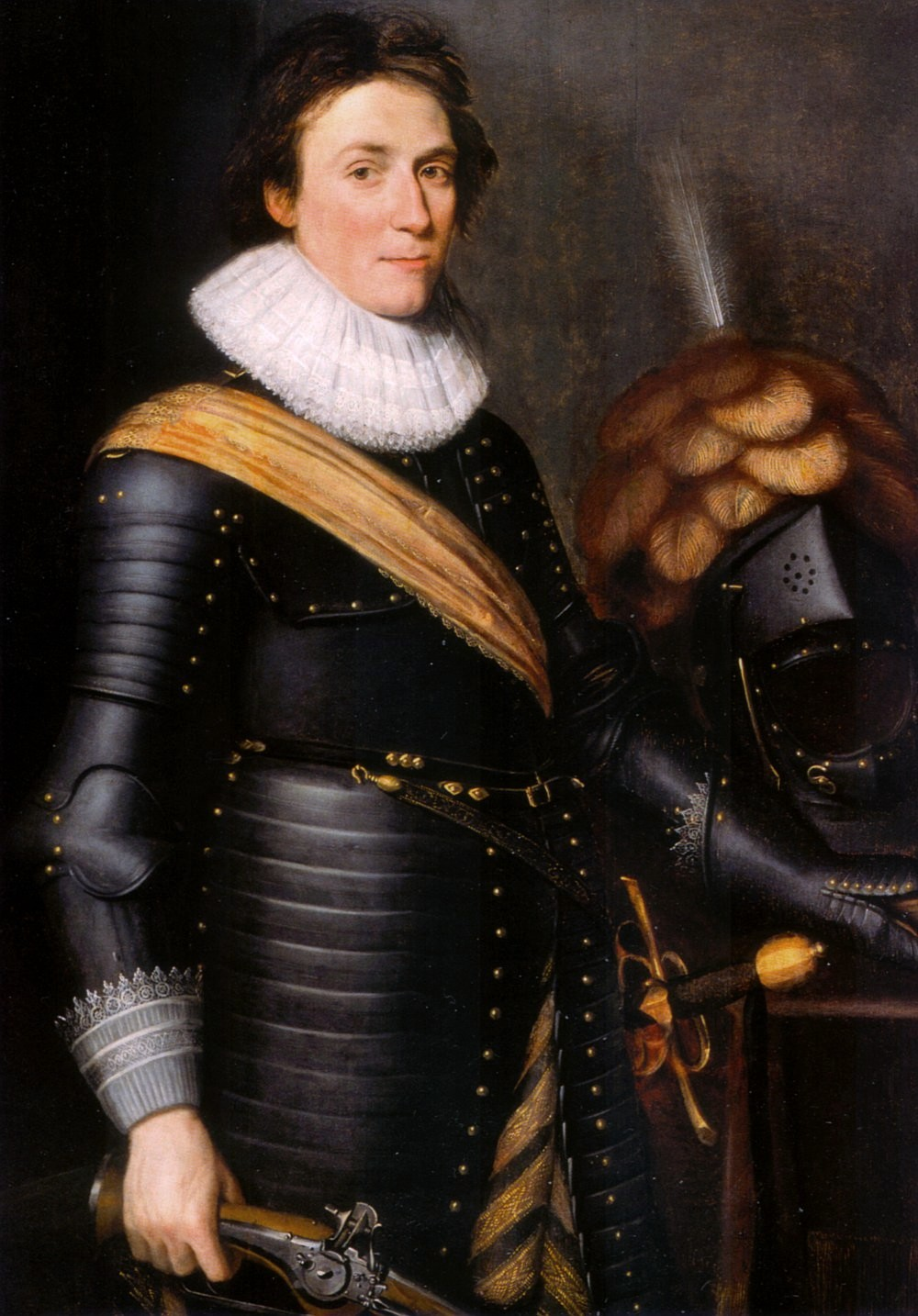
Herzog Christian von Braunschweig

In die internationalen Konflikte, die auch mit der Glaubensspaltung verbunden waren, wurde auch Westfalen einbezogen. Dies gilt etwa für die Auswirkungen des Achtzigjährigen Krieges zwischen den Niederlanden und Spanien. Im Winter 1598/99 besetzten spanische Truppen weite Teile der Region. Ambrosio Spinola versuchte dann 1605 und 1606, die spanische Hegemonie am Niederrhein und im westlichen Teil Westfalens wiederherzustellen.
Der Dreißigjährige Krieg begann für Westfalen 1621, als der protestantische General Christian von Braunschweig Truppen zunächst nach Ravensberg und Ende 1621 in das Hochstift Paderborn verlegte und begann, Kontributionen zu erheben. Ein Jahr später wurden die in Lippstadt liegenden spanischen Truppen von den Protestanten vertrieben und Lippstadt von Christian von Braunschweig zur Operationsbasis gegen die Städte Soest, Geseke und Paderborn gemacht. Geseke konnte als einzige nicht eingenommen werden. In Paderborn fiel ihm unter anderem der Domschatz in die Hände. Er unternahm auch Beuteaktionen gegen das Münsterland, ehe er im Mai 1622 zum Main abzog (Juni: Schlacht bei Höchst).
Im Herbst 1622 folgten Gegenaktionen der katholischen Liga. Ihr General Johann Jakob von Bronckhorst zu Anholt hatte seine Basis im Herzogtum Westfalen und erhob in dieser katholischen Region hohe Kontributionen, ehe er nach dem Abzug Christians von Braunschweig die verlorenen Gebiete zurückerobern konnte. Damit hatten die katholischen Truppen freie Hand in Westfalen und besetzten ihrerseits zahlreiche protestantische Städte in der Grafschaft Mark. In Paderborn veranstaltete der zurückgekehrte Bischof Ferdinand von Bayern ein Strafgericht. Im Jahr 1623 kehrten die Truppen von Braunschweigs zurück, und die beiden Armeen brandschatzten und plünderten die Städte der jeweils anderen Konfession. Im selben Jahr kam es zur ersten großen Schlacht des Krieges in Westfalen, als der katholische Feldherr Tilly zusammen mit von Bronckhorst den Truppen Christians von Braunschweig in der Schlacht bei Stadtlohn eine vernichtende Niederlage beibrachte (6. August). Bezeichnend für den Charakter des Krieges war, dass die katholischen Streitkräfte auf der Suche nach Beute im großen Stil Klöster und Stifte im westlichen Münsterland plünderten. Im Oktober 1623 musste die von Christian von Braunschweig gehaltene Stadt Lippstadt kapitulieren; anschließend rückten katholische Truppen in Ravensberg und Minden ein. Damit endete die erste Phase des Krieges, der Böhmisch-Pfälzische Krieg, in Westfalen mit einem klaren Sieg der katholischen Truppen.
Im folgenden Dänisch-niedersächsischen Krieg kam es zwar zu einigen Vorstößen der Protestanten, aber diese endeten im Wesentlichen zunächst mit dem Tod Christians von Braunschweig 1626. Nach den Siegen Tillys und Wallensteins im selben Jahr gegen den Dänenkönig Christian IV. und seine Verbündeten befand sich Kaiser Ferdinand II. auf dem Höhepunkt seiner Macht. Eine Folge war der Versuch der Rekatholisierung. In Westfalen wurde Kurfürst Ferdinand von Bayern mit dieser Aufgabe betraut. Diese Bestrebungen endeten, als 1630 die Schweden in den Krieg eintraten. In Westfalen übernahm nun der Protestant Wilhelm V. von Hessen-Kassel die Initiative, dem vom Schwedenkönig Gustav Adolf die Hochstifte Münster und Paderborn sowie die Abtei Corvey zugesprochen wurden. Wilhelm versuchte diese westfälischen Gebiete Hessen anzugliedern. Hauptkontrahent auf katholischer Seite war in dieser Zeit Graf Gottfried Heinrich zu Papenheim.
Die am Hellweg gelegenen westfälischen Städte waren in dieser Phase besonders stark von den Zerstörungen und Plünderungen des Dreißigjährigen Krieges betroffen. Dortmund wurde immer wieder von katholischen wie auch von protestantischen Truppen wegen seines Reichtums zu hohen Geldleistungen gezwungen. Dabei war gerade die von Territorialherren unabhängige Reichsstadt tolerant gegenüber lutherischen wie katholischen Einwohnern geblieben. Für mehrere Monate nahmen 1632 die Truppen des kaiserlichen Befehlshabers Pappenheim in Dortmund Quartier. Auch Pappenheim verzichtete nur gegen Lösegeld auf das Niederbrennen der Stadt. Ähnlich stark hatte das märkische Soest unter dem Krieg zu leiden und auch die kleineren Städte, wie Bochum, Hattingen, Recklinghausen oder Paderborn waren betroffen. Das bäuerliche Land wurde immer wieder ausgeplündert.
Militärisch wechselten Siege und Niederlagen auf beiden Seiten ab; spätestens 1634 war der Höhepunkt der hessischen Macht überschritten. Verschiedene Städte wie Brilon, Rheine, Vreden und Bocholt gingen bis 1635 verloren. Weitere Verluste erfolgten ein Jahr später. Mit französischer Unterstützung gingen die hessischen Operationen weiter, aber 1641 hatten die Hessen mit Lippstadt und Dorsten ihre wichtigsten Bollwerke verloren. In den folgenden Jahren kam es zwar noch zu einigen Scharmützeln und Plünderungen (z. B. 1646 Zerstörung von Obermarsberg), aber grundsätzlich änderte sich am Frontverlauf kaum etwas.

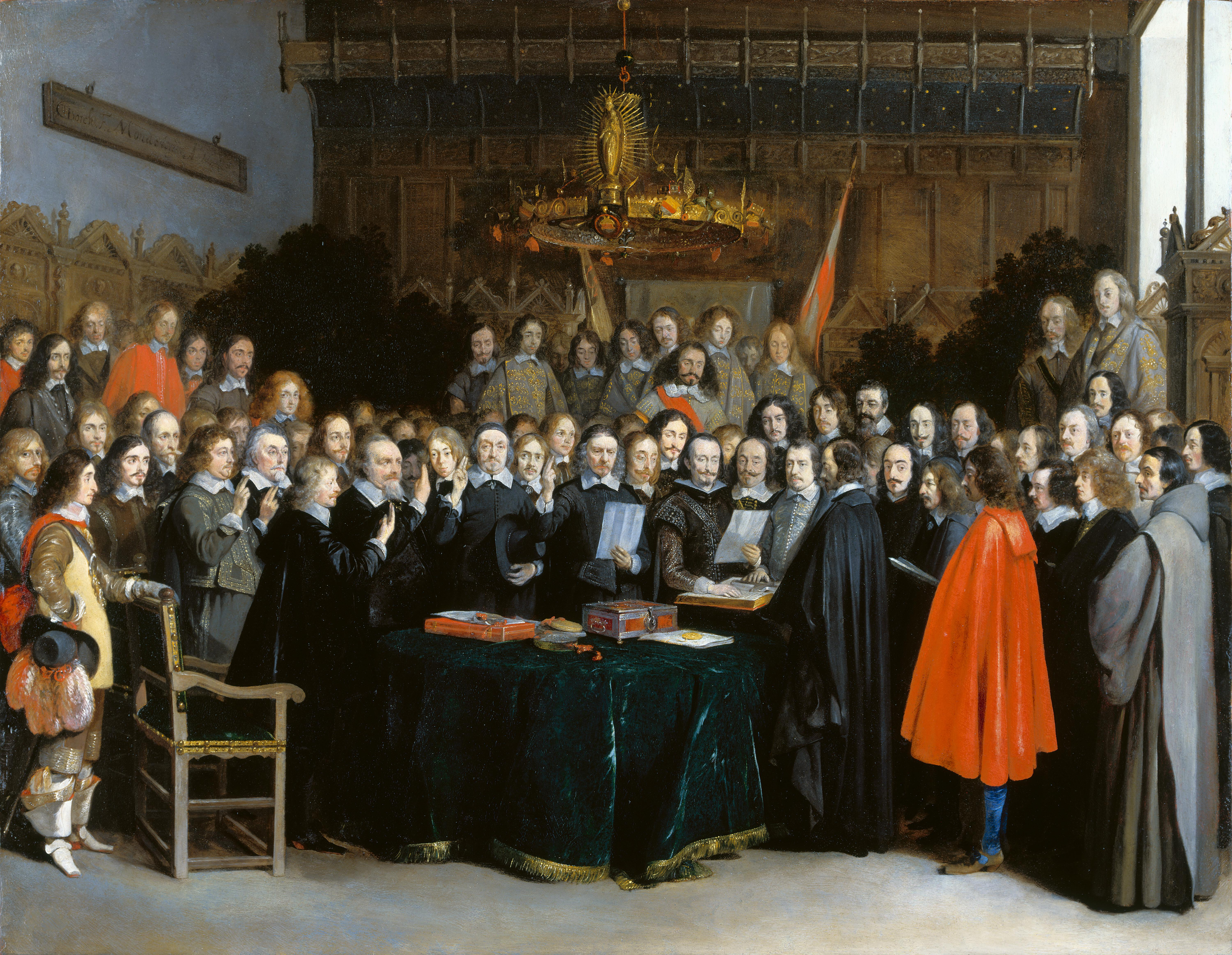
Gerard ter Borch: Der Friede von Münster

 Das von der breiten Heerstraße des Hellwegs weit abgelegene Münster dagegen blieb weitgehend von den Kriegswirren verschont. Nur einmal wurde die nordwestfälische Stadt von hessischen Truppen bedroht, doch nicht ernsthaft beschädigt. Durch ihre Unversehrtheit war die Stadt – mit Osnabrück – am Ende des Krieges einer der wenigen Orte, in dem die Friedensverhandlungen stattfinden konnten, obwohl sich besonders die spanischen Gesandten wiederholt über die Provinzialität des Tagungsortes äußerten.
Am 24. Oktober 1648 wurde in Münster und Osnabrück der Westfälische Frieden geschlossen. Er beendete den Dreißigjährigen Krieg und begründete ein neues politisches System in Europa. Der Friede war ein gesamteuropäisches Ereignis, hatte aber auch Auswirkungen auf Westfalen. Dies betraf etwa die Bestimmung zur konfessionellen Landkarte (es wurde der Stand des Jahres 1624 zu Grunde gelegt). Wichtig war für Westfalen die Säkularisation des Hochstifts Minden und dessen Übergang an das Kurfürstentum Brandenburg, das damit seine westfälischen Besitzungen und seinen Einfluss in der Region erweitern konnte. Ansonsten änderte sich am Bestand der westfälischen Territorien kaum etwas.

### Hexenverfolgungen

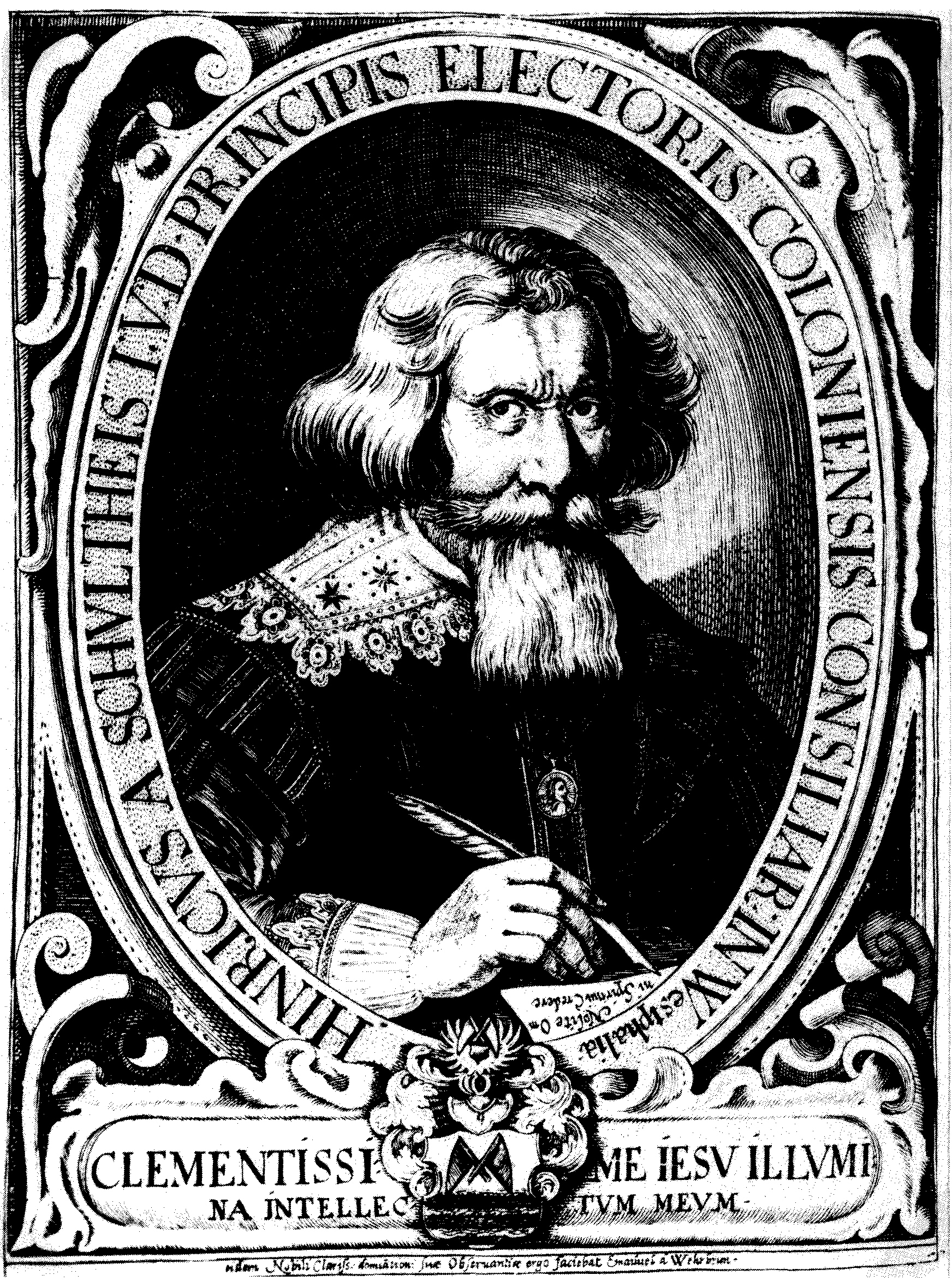
Der Hexenrichter Heinrich von Schultheiß

Der Hexenglaube erreichte im 16. und 17. Jahrhundert seinen Höhepunkt. In Teilen Westfalens war die Hexenverfolgung besonders intensiv. In der Grafschaft Lippe und in der Stadt Lemgo fielen 430 Personen den Hexenverfolgungen zum Opfer. Viele Opfer gab es auch im Vest Recklinghausen, dem Hochstift Paderborn, und im kurkölnischen Westfalen (Hexenverfolgung im Herzogtum Westfalen). In diesem Gebiet wurden 900 Menschen in Hexenprozessen verbrannt. Besonders viele Hinrichtungen gab es in Bilstein, Fredeburg, Geseke, Hallenberg, Menden, Oberkirchen, Rüthen, Minden, Herford und Werl. Den Höhepunkt erreichten die Prozesse im Herzogtum während des Dreißigjährigen Krieges, allein aus den Jahren 1628 bis 1631 sind 600 Prozesse bekannt. In Balve wurden in dieser Zeit 280 Menschen hingerichtet. Im Herzogtum stand hinter den Prozessen nicht in erster Linie der Volksglaube, sondern die staatliche Autorität. Vor allem Kurfürst Ferdinand von Bayern und der Landdrost Kaspar von Fürstenberg trieben die Prozesse voran. In ihrem Auftrag waren juristisch Gebildete als Hexenkommissare und -richter tätig. Dazu gehörten etwa Franz Buirmann und Heinrich von Schultheiß. Dieser gab auch in einer veröffentlichten Abhandlung eine Begründung für die angebliche Notwendigkeit der Verfolgungen. Freilich wurde auch in Westfalen früh Kritik an Hexenprozessen und Folter geübt. Zu den Kritikern gehörten etwa Johann Weyer, Anton Praetorius, Hermann Löher und Michael Stappert. Besonders bekannt wurde Friedrich Spee mit der Schrift Cautio criminalis. Die letzten Hinrichtungen fanden im Herzogtum Westfalen 1708 in Geseke und 1728 in Winterberg statt; ein letzter Hexenprozess endete 1732 in Brilon mit einem Freispruch.

### Westfalen im 18. Jahrhundert
Im 18. Jahrhundert blieb Westfalen ein territorial zersplittertes Gebiet. Gemeinsam war die Zugehörigkeit zum Heiligen Römischen Reich. Vor allem dessen Reichsgerichte (der Reichshofrat und das Reichskammergericht) spielten auch für Westfalen noch eine wichtige Rolle. So führten etwa die Bauern der Wittgensteiner Herrschaft zwischen 1696 und 1803 immer wieder durchaus erfolgreiche Prozesse gegen ihre Landesherren, die versuchten, die bäuerlichen Rechte zu beschneiden.

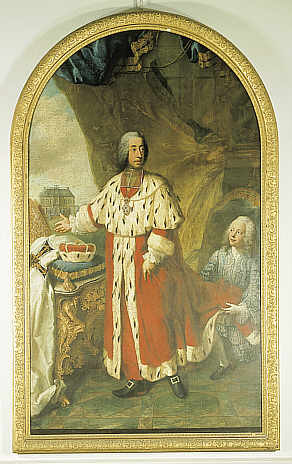
Clemens August I. (Kurfürst von Köln, Bischof von Münster, Paderborn, Osnabrück und Hildesheim)

 Auch wenn das Heilige Römische Reich weiterbestand, verloren seine politischen Institutionen doch an Gewicht. So nahm nach dem Dreißigjährigen Krieg die Bedeutung des Niederrheinisch-Westfälischen Reichskreises immer mehr ab. Dabei spielten die konfessionellen Gegensätze eine bedeutende Rolle. Zentral aber war der seit dem 16. Jahrhundert einsetzende Einfluss von außerwestfälischen Mächten, vor allem Brandenburg-Preußens. Kreistage fanden nur selten statt, und das bislang beim Reichskreis gelegene Münzrecht ging an die Einzelgebiete über. Die Kreiswehrverfassung, wie sie die Reichsdefensionsordnung von 1681 vorschrieb, spielte faktisch keine Rolle mehr. Größere Kreisstände (vor allem Brandenburg-Preußen) übernahmen als armierte Stände die militärischen Pflichten gegenüber dem Reich auch für kleinere nichtarmierte Herrschaften gegen eine jährliche Zahlung mit. Dadurch wurden kleinere Gebiete politisch und militärisch an die größeren Staaten gebunden und dem Reich entfremdet. Solche, Preußen nahestehende Gebiete waren das Reichsstift Essen, die Reichsabtei Werden, die Reichsstadt Dortmund oder die Grafschaft Limburg. Insgesamt war das 18. Jahrhundert durch eine tiefe Spaltung in einen protestantisch-preußischen und einen katholischen Teil bestimmt.

#### Das preußisch-protestantische Westfalen
Preußen besaß in Westfalen die Grafschaften Mark und Ravensberg, das säkularisierte Hochstift Minden sowie die Grafschaft Tecklenburg. Direkt an Westfalen angrenzend lag zudem auch das Herzogtum Kleve. Diese Gebiete waren Teil des im 18. Jahrhundert als absolutistisch regierter Staat in den Kreis der europäischen Großmächte aufsteigenden Preußens. Vor allem unter Friedrich Wilhelm I. wurden die ständischen Elemente stärker zurückgedrängt und die Einzelgebiete immer deutlicher zu einem Gesamtstaat zusammengefasst. Seit 1723 gab es mit dem General-Oberfinanz-Kriegs- und Domänendirektorium eine zentrale Verwaltungsbehörde mit nachgeordneten Kriegs- und Domänenkammern. Für die Grafschaft Mark war dabei zunächst die Kammer in Kleve zuständig, ehe 1787 eine märkische Kammer in Hamm eingerichtet wurde. Bekanntester Präsident war seit 1793 Freiherr vom Stein. Für Minden und Ravensberg war die entsprechende Einrichtung in Minden zuständig. Unterhalb dieser Einrichtungen wurden Landkreise mit Landräten eingerichtet und lösten die vorher in Westfalen übliche Ämterverfassung ab. Außerdem wurde die bisherige städtische Selbstverwaltung weitgehend beseitigt. Zudem verfügte die preußische Regierung mit der Akzise über eine von den Landständen unabhängige, indirekt erhobene Steuer.
Auch nach innen wurden die obrigkeitlichen Regelungsbemühungen weiter ausgebaut. So galt etwa in der Grafschaft Mark für die dortigen Steinkohle- und Eisenbergwerke das sogenannte Direktionsprinzip, das den obrigkeitlichen Einfluss garantierte, die Rechte der Bergknappen garantierte und die unternehmerische Freiheit stark beschnitt. Dies trug zur Wirtschaftsförderung im Zeichen des Merkantilismus bei.
Kennzeichen Preußens im 18. Jahrhundert war zweifellos seine starke Armee. Die wichtigsten Garnisonsstädte im preußischen Westfalen waren Hamm, Minden und Bielefeld. Im ganzen niederrheinisch-westfälischen Bereich war Wesel die stärkste Festung.

#### Das katholische Westfalen der geistlichen Staaten
Die Territorien des katholischen Westfalens unterschieden sich deutlich vom preußischen Westfalen, aber auch von den anderen zeitgenössischen geistlichen Staaten. Während in den süddeutschen geistlichen Staaten im 18. Jahrhundert die ständische Mitherrschaft weitgehend beseitigt war, spielte sie in Westfalen weiterhin eine große Rolle. Dies engte den Gestaltungsspielraum der Landesherren in erheblichem Umfang ein. Das galt vor allem für das Steuerbewilligungsrecht der Landtage. Auch der Charakter eines Wahlfürstentums schränkte die Möglichkeiten zu einer absolutistischen Herrschaftsweise in starkem Maße ein. Dabei kam den Domkapiteln eine zentrale Rolle zu. Diese handelten mit dem zukünftigen Landesherrn eine Wahlkapitulation – eine Garantie der traditionellen Rechte und eine Art eines Regierungsprogramms – aus.

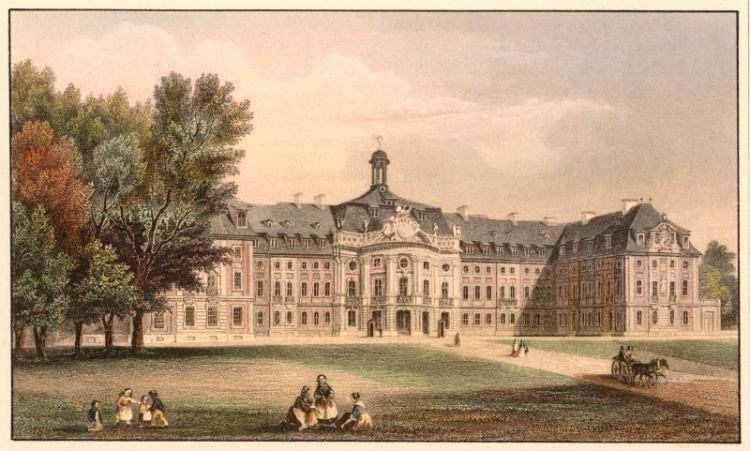
Historischer Stahlstich vom Fürstbischöflichen Schloss Münster

 Die Machtfülle der Kirchenherren scheint auf den ersten Blick vor allem durch die Verwaltung verschiedener geistlicher Staaten in Personalunion durchaus eindrucksvoll. So war Clemens August I. aus dem Hause Wittelsbach Erzbischof von Köln und damit Landesherr im Vest Recklinghausen und im Herzogtum Westfalen, daneben war er auch Bischof von Münster, Paderborn, Hildesheim und Osnabrück. Auch seine Nachfolger Maximilian Friedrich von Königsegg-Rothenfels und Maximilian Franz von Österreich waren Kölner und Münsteraner Oberhirten. Die Selbstdarstellung unterschied sich kaum von zeitgenössischen weltlichen Landesherren. Dies drückte sich etwa in ihren Bauten aus. Die Nebenresidenz in Arnsberg ließ Clemens August von dem Architekten Johann Conrad Schlaun umbauen. Sein Nachfolger Maximilian Friedrich ließ in Münster vom selben Baumeister das fürstbischöfliche Schloss errichten.
Gleichwohl kam es zu keiner wirklichen Konsolidierung dieser persönlichen Machtballung. So gelang es Clemens August nicht, eine alle Gebiete übergreifende Behörde nach Vorbild Preußens zu etablieren. Der Schein des absolutistischen Herrschers täuschte weitgehend über die ständische Wirklichkeit hinweg.

#### Zeitalter der Aufklärung in Westfalen

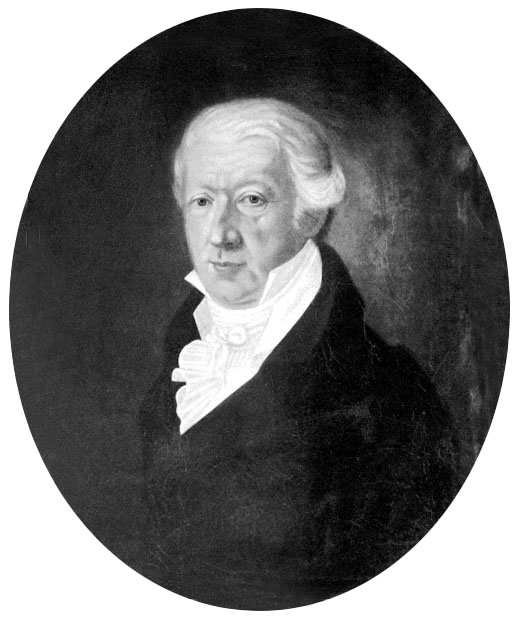
Franz-Wilhelm von Spiegel

Allmählich entstand mit der Gründung von Zeitschriften und Zeitungen eine neue Form der Öffentlichkeit. Schon 1710 entstand die Lippstädter Zeitung. In Arnsberg wurde 1766 ein Intelligenzblatt für das Herzogtum Westfalen gegründet. Seit 1784 erschien die Zeitschrift Westphälisches Magazin zur Geographie, Historie und Statistik in Bielefeld. Im Jahr 1793 begann Arnold Mallinckrodt in Dortmund mit der Herausgabe einer Zeitung, die nach verschiedenen Titeländerungen später unter dem Namen Westfälischer Anzeiger bekannt wurde.
Freimaurerlogen, die zur Verbreitung des aufklärerischen Gedankenguts stark beitrugen, entstanden seit 1778 in Münster, Minden, Bielefeld, Bochum, Hamm, Hagen, Schwelm und Iserlohn. Dabei blieb die Loge Zu den drei Balken in Münster die einzige im katholischen Westfalen.
In den geistlichen Staaten Westfalens spielte die so genannte „katholische Aufklärung“ eine wichtige Rolle. Dabei spielte die Kritik an der Dominanz der römischen Kurie und der prunkvolle Schein des Barockkatholizismus eine wichtige Rolle. Die katholische Aufklärung war in erster Linie eine Strömung in der zeitgenössischen Theologie. Allerdings spielte sie auch für das Handeln von Fürsten und Staatsmännern eine wichtige Rolle.
Vor allem gegen Ende des 18. Jahrhunderts haben führende Minister wie Franz von Fürstenberg im Bistum Münster und Franz Wilhelm von Spiegel im Herzogtum Westfalen bzw. in Kurköln sich im Sinne der Aufklärung um Reformen bemüht. Im Hochstift Paderborn war der Erfolg der Reformbewegung dagegen gering. Der Versuch von Spiegels, die Klöster aufzuheben, scheiterte freilich am geballten Widerstand des Klerus und des Adels. Erfolgreicher waren die Reformer im Bildungswesen. Neben einer Neuordnung der beiden Gymnasien Laurentianum in Arnsberg und Petrinum in Brilon, wurde Friedrich Adolf Sauer mit der Neuorganisation der Lehrerausbildung beauftragt und nach damals reformpädagogischen Konzepten sogenannte Industrieschulen eingerichtet. In Münster gehörten die 1780 gegründete Universität und das Gymnasium Paulinum in diesen Zusammenhang. Dasselbe hatte von Spiegel bereits einige Jahre zuvor für die kurkölnischen Länder an der Universität Bonn getan.
Vergleichbare Entwicklungen, insbesondere in Hinblick auf die Reform des Bildungswesens, gab es auch im protestantisch-preußischen Westfalen. Auch hier entstanden Lehrerseminare – etwa in Petershagen (1792), wurden Schulordnungen erlassen und die Gymnasien reformiert.

#### Westfalen im Siebenjährigen Krieg

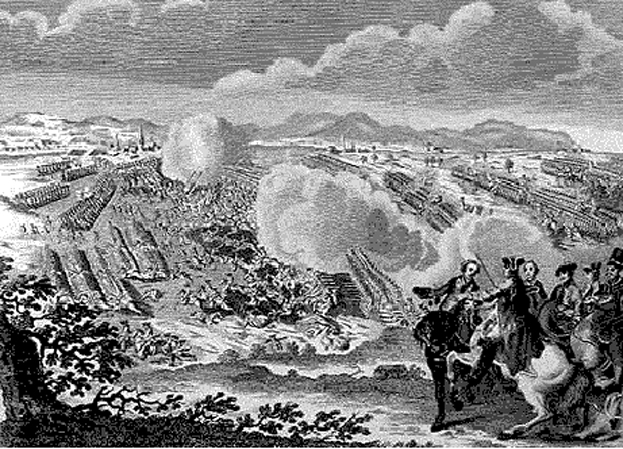
Schlacht bei Minden (historische Darstellung)

Seit dem Ende des Dreißigjährigen Krieges 1648 war Westfalen kein Kriegsschauplatz mehr gewesen, auch wenn einige Fürsten direkt oder indirekt in auswärtige kriegerische Auseinandersetzungen verwickelt waren. Dies änderte sich mit dem Siebenjährigen Krieg dramatisch. Westfalen wurde nun zu einem Schauplatz der Auseinandersetzungen zwischen Österreich, Russland und Frankreich auf der einen Seite und Preußen und Großbritannien/Hannover auf der anderen Seite. So kam es 1757 zur Schlacht bei Hastenbeck (in der Nähe von Hameln) zwischen Franzosen und Briten unter dem Befehl des Herzogs von Cumberland. In der Folge kam es mit der Kapitulation von Kloster Zeven zur zeitweiligen Dominanz Frankreichs in ganz Nordwestdeutschland und damit auch Westfalens. Nach der Niederlage bei Roßbach in Sachsen konnten die Franzosen ihre Position jedoch nicht halten. Nach verschiedenen Wendungen wurden sie am 1. August 1759 in der Schlacht bei Minden von den Truppen des preußischen Generals Ferdinand von Braunschweig geschlagen. In der Folge wendete sich das Kriegsglück erneut und Preußen wurde beim Kloster Kamp (Kamp-Lintfort) am 16. Oktober 1760 von den Franzosen zurückgeschlagen. Die letzte und entscheidende Schlacht auf dem niederrheinisch-westfälischen Kriegsschauplatz fand am 16. Juli 1761 bei Vellinghausen (Kreis Soest) statt. In der zweitägigen Schlacht siegte von Braunschweig mit 70.000 Mann gegen zwei französische Armeen mit zusammen 110.000 Mann. Neben den großen Schlachten gab es zahlreiche weitere Truppenbewegungen und Auseinandersetzungen, bei einer von diesen wurde das Schloss Arnsberg 1762 durch Artilleriebeschuss vollständig zerstört. Auch die zivilen Kriegsschäden waren erheblich. Man schätzt, dass in Minden-Ravensberg die Bevölkerungsverluste bei 10 % und in der Grafschaft Mark bei 14 % lagen.

### Das Ende des alten Reiches und das Königreich Westphalen
Die Französische Revolution von 1789 hatte mittelfristig auch das Ende des alten, in viele kleine und mittlere Herrschaften zersplitterte Westfalen zur Folge. Zunächst blieben Äußerungen zur Revolution aus westfälischer Sicht jedoch selten. Der ehemalige Prämonstratenser-Chorherr Friedrich Georg Pape aus dem Sauerland gehörte zwar zu den Jakobinern der Mainzer Republik, war aber politisch nicht in der Region aktiv. Die von Pape gestreuten Gerüchte über einen Jakobinerclub in Münster haben schon Zeitgenossen widerlegt. Ländliche und städtische Unruhen blieben selten. Im Hochstift Paderborn und in der Stadt Paderborn kam es 1792 zur Aufrichtung von Freiheitsbäumen mit der Aufschrift: „Liebe Bürger! Schüttelt endlich Euer Joch von euch und schwört bei diesem Baum frei zu sein.“
Für viele Westfalen waren die recht zahlreichen royalistischen Emigranten der erste Kontakt mit den Auswirkungen der Revolution. Vor allem nach dem Vorrücken der Revolutionsarmee 1792 nach Belgien und den Niederlanden flohen tausende Priester und Adelige nach Westfalen. Allein in Münster zählte man 1794 400 Flüchtlinge. In Hamm fanden 1792 zeitweise die späteren französische Könige Ludwig XVIII. (damals Graf der Provence) und Karl X. (Graf von Artois) Aufnahme. Dort waren sie mit der Aufstellung einer gegenrevolutionären Emigrantenarmee beschäftigt.
| Fläche und Bevölkerung einiger westfälischer Territorien um 1800 |               |                  |                                    |                             |                            |
| Territorien                                                      | Fläche in km² | Bevölkerungszahl | Bevölkerungsdichte (Einw. pro km²) | Städtische Bevölkerung in % | Ländliche Bevölkerung in % |
| Minden-Ravensberg                                                | 02.113        | 160.301          | 74                                 | 15,0                        | 85,0                       |
| Grafschaft Mark                                                  | 02.631        | 138.197          | 53                                 | 30,3                        | 69,7                       |
| Grafschaft Tecklenburg                                           | 00.412        | 020.047          | 49                                 | 10,2                        | 89,8                       |
| preuß. Gebiete gesamt                                            | 05.886        | 340.000          | 54                                 | –                           | –                          |
| Hochstift Münster                                                | 10.500        | 311.341          | 30                                 | 21,8                        | 78,2                       |
| Hochstift Paderborn                                              | 02.405        | 096.000          | 40                                 | 29,0                        | 71,0                       |
| Herzogtum Westfalen                                              | 03.854        | 125.000          | 33                                 | 29,0                        | 71,0                       |
| Vest Recklinghausen                                              | 00.603        | 031.022          | 51                                 | 19,0                        | 81,0                       |
| geistl. Territorien (gesamt)                                     | 19.576        | 720.000          | 37                                 | –                           | –                          |
| Grafschaft Lippe                                                 | 01.215        | 070.849          | 58                                 | 18,6                        | 81,4                       |
| Dortmund (Stadt u. Grafschaft)                                   | 00.078        | 006.434          | 83                                 | 75,0                        | 26,0                       |
| Westfalen gesamt                                                 | 29.300        | 1.230.0000.      | 42                                 | –                           | –                          |
| Quelle:                                                          |               |                  |                                    |                             |                            |

#### Das Ende der geistlichen Staaten
Von größerer Bedeutung auch für Westfalen war die französische Besetzung des Rheinlandes (1794). Damit war der Kurkölner Staat im Wesentlichen auf seine westfälischen Besitzungen (Vest Recklinghausen und Herzogtum Westfalen) zusammengeschmolzen. Die Bonner Beamten, der Hof und das Domkapitel flohen vor allem ins Herzogtum. So wurde das Arnsberger Kloster Wedinghausen Sitz des Domkapitels und Aufbewahrungsort der Reliquien der Heiligen Drei Könige; die obersten Gerichte fanden im Landsberger Hof Unterkunft, während die Regierung nach Brilon floh. Nach dem Frieden von Campo Formio 1797 wurde das rheinische Gebiet des Kurstaates auch formell von Frankreich annektiert.
In Arnsberg wurde zwar 1801 Erzherzog Anton Viktor von Österreich zum Erzbischof gewählt, politisch aber nicht mehr anerkannt, da mit dem Frieden von Lunéville alles auf die Säkularisation der geistlichen Herrschaften hinauslief, die 1803 mit dem Reichsdeputationshauptschluss vollzogen wurde. Als Entschädigung für die linksrheinischen Verluste wurden dem Königreich Preußen mehrere Abteien, das Hochstift Paderborn und östliche Teile des Oberstifts Münster mit der Stadt Münster zugesprochen. Das münsterische Amt Dülmen fiel an den Herzog von Croy, die münsterischen Ämter Ahaus und Bocholt an zwei Linien der Fürsten zu Salm, die dort das Fürstentum Salm errichteten. Weitere Teile fielen an andere Adelshäuser, die zum Großteil bislang kaum Besitzungen in Westfalen gehabt hatten. Das Herzogtum Westfalen ging an den Landgrafen von Hessen-Darmstadt und das Vest Recklinghausen an das Herzogtum Arenberg-Meppen. Das Stift Corvey und die Reichsstadt Dortmund gingen in den Besitz des Hauses Oranien-Nassau über. In der Folge kam es teilweise – wie im ehemaligen Herzogtum Westfalen – zur Säkularisation der Klöster und Stifte.

#### Großherzogtum Berg, Königreich Westphalen und die Rheinbundreformen

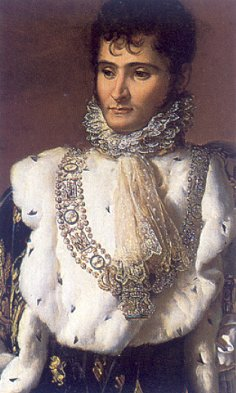
Jérôme Bonaparte als König von Westphalen

Das 1803 entstandene System von nun ausschließlich weltlichen Territorien hatte in dieser Form nicht lange Bestand. Nach der Niederlage bei Jena und Auerstedt gegen Napoleon I. musste Preußen im Frieden von Tilsit insbesondere im Westen empfindliche Verluste hinnehmen. Im Jahr 1807 gründete Napoleon das Königreich Westphalen mit seinem Bruder Jérôme als König. Das neue Königreich mit der Hauptstadt Kassel umfasste den Großteil der ehemals westelbischen Gebiete Preußens, Teile von Hessen-Kassel, das Hochstift Osnabrück sowie die hannoverschen Herzogtümer Göttingen und Grubenhagen. In Westfalen gehörten, neben einigen kleineren Gebieten, vor allem Minden und Ravensberg sowie das ehemalige Hochstift Paderborn zum neuen Königreich.
An das Großherzogtum Berg, zu dessen Großherzog Joachim Murat ernannt wurde, fielen die Grafschaft Mark, der preußische Anteil von Lippstadt, die Grafschaft Tecklenburg und der preußische Teil des ehemaligen Hochstifts Münster sowie die Stadt Dortmund. Hinzu kamen die Grafschaft Limburg und die Herrschaft Rheda. Ende 1810 sah sich Frankreich zur Durchsetzung der Kontinentalsperre veranlasst, große Teile Nordwestdeutschlands zu annektieren. Hierbei wurden auch das Fürstentum Salm, das gemeinsam regierte Herrschaftsgebiet der Fürstenhäuser Salm-Salm und Salm-Kyrburg, und das Herzogtum Arenberg dem französischen Kaiserreich einverleibt. Ebenfalls das Großherzogtum Berg und das Königreich Westphalen mussten nunmehr Teile ihrer Gebiete an Frankreich abtreten. So gehörte die Stadt Münster nunmehr zu Frankreich, während Bielefeld beim Königreich Westphalen blieb.
Seit 1806 gehörten die westfälischen Gebiete im französischen Einflussbereich, aber auch das zu Hessen gehörende Herzogtum Westfalen dem Rheinbund an. In diesen Gebieten kam es zu einer Reihe von Reformen, die sich insbesondere gegen die ständischen Traditionen richteten. Die Mitregierung der Landstände wurde vielerorts beseitigt, aber auch die Gerichts- und Verwaltungsordnungen wurden modernisiert. Steuerreformen beseitigten die Vorrechte des Adels. Agrarreformen wie die unbeschränkte Teilbarkeit des Bodens und die Bauernbefreiung wurden eingeleitet. In den Städten wurde der Zunftzwang aufgehoben. Im Herzogtum Westfalen wurde außerdem die kommunale Selbstverwaltung von den hessischen Behörden weitgehend beseitigt. Zu Recht hat man für dieses Gebiet von einer Phase eines „nachgeholten Absolutismus“ gesprochen. Im Königreich Westphalen war man mit der Verkündung einer Verfassung nach dem Vorbild der französischen Verfassung von 1799 schon einen Schritt weiter. Diese Reformen waren in Westfalen der entscheidende Bruch zwischen dem Ancien Régime und der modernen Entwicklung. Erst seit 1815 wurden in Westfalen – mit großen Modifikationen – die preußischen Reformen eingeführt, die in ihrer Reichweite teilweise hinter den Rheinbundreformen zurückblieben.
Die verschiedenen Kriege Napoleons nach 1807 kosteten zahlreichen westfälischen Soldaten das Leben. Allein von den aus dem Herzogtum Westfalen rekrutierten Soldaten starben bis 1814 auf dem spanischen Kriegsschauplatz 1.400 Soldaten und Offiziere. Auch am Russlandfeldzug nahmen Einheiten aus Westfalen teil. Hessen-Darmstadt überließ Napoleon 5.000 Mann, die zu einem beträchtlichen Teil aus dem Herzogtum Westfalen stammten. Nach der Schlacht an der Beresina waren davon noch 30 Offiziere und 240 Mann übrig. Aus dem Amt Medebach nahmen 27 Soldaten am Russlandfeldzug teil, von denen keiner nach Hause kam.
Mit den Freiheitskriegen von 1813 brach in Westfalen das napoleonische Herrschaftssystem rasch zusammen. Bereits im November des Jahres wurden große Teile des Großherzogtums Berg vom preußischen Militär besetzt. Schon relativ bald wurde das Zivilgouvernement für die Länder zwischen Weser und Rhein in Münster unter Ludwig Freiherr von Vincke eingerichtet. Damit war die Grundlage für die 1816 gegründete preußische Provinz Westfalen gelegt.

## Preußische Provinz Westfalen

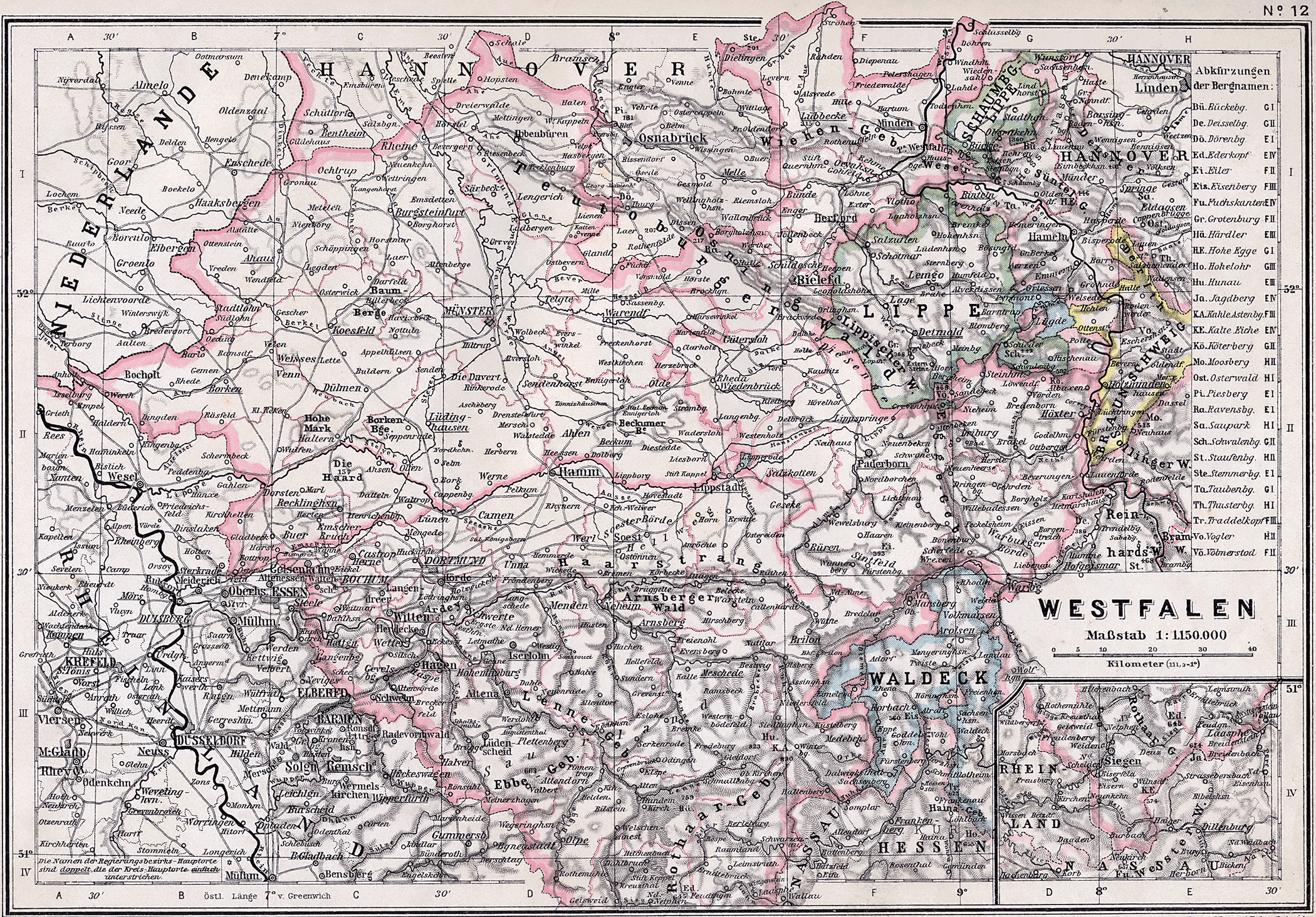
Provinz Westfalen (1905)

Erst mit der preußischen Provinz Westfalen entstand seit 1815/16 ein einheitliches politisches Gebilde. Wie der heutige Landesteil von Nordrhein-Westfalen war die Provinz deutlich kleiner als das „kulturelle Westfalen“ der frühen Neuzeit.
Die Provinz Westfalen bestand aus einem nahezu geschlossenen Gebiet und war verwaltungsmäßig in die Regierungsbezirke Arnsberg, Minden und Münster gegliedert. Sie umfasste im Wesentlichen die bereits vor 1800 zu Preußen gehörigen Gebietsteile Minden, die Grafschaften Mark und Ravensberg, Tecklenburg sowie die nach 1803 an Preußen gelangten Hochstifte Münster und Paderborn sowie einige kleinere Herrschaften, darunter die Grafschaften Nassau-Siegen und Limburg/Lenne. Im Jahr 1816 kam noch das Herzogtum Westfalen hinzu, der Landkreis Essen wurde in die Rheinprovinz eingegliedert. 1851 und auch während der Weimarer Republik wurden die Grenzen der Provinz geringfügig verändert. Die Provinzhauptstadt und Sitz des Oberpräsidenten war Münster.
Vor diesem Hintergrund entwickelte sich im 19. und 20. Jahrhundert – gefördert auch von den Landesbehörden – stärker als zuvor ein westfälisches Selbstverständnis. Dieses stand dabei aber stets in Konkurrenz mit dem Nationalstaat, den regionalen und lokalen Traditionen. Einige der nicht in die preußische Provinz eingegliederten Territorien, die lange zum westfälischen Kulturraum gehört hatten, blieben unabhängige Teile des Deutschen Bundes und bildeten auch nach 1871 wie die Länder Oldenburg und Lippe eigene Bundesstaaten des Deutschen Reiches. In ihnen nahm die Identifikation mit Westfalen im 19. und 20. Jahrhundert ab, stattdessen entwickelte sich ein teilweise starkes eigenständiges Landesbewusstsein.
In der neuen Provinz waren die katholischen und protestantischen Gebiete vereint. Die preußischen Behörden stellte vor allem die Integration des katholischen Westfalens vor erhebliche Herausforderungen. Für die Langzeitwirkung der konfessionellen Spaltung spricht bis weit ins 20. Jahrhundert hinein eine sehr unterschiedliche politische Kultur in den protestantischen und katholischen Gebieten.

Harkorts Fabrik in den Ruinen der Burg Wetter

Geprägt wurde die Entwicklung der Provinz während des 19. Jahrhunderts vom industriellen Aufstieg des westfälischen Ruhrgebiets und der damit einhergehenden Differenzierung zwischen Stadt und Land.
Inflation, Ruhrkampf oder große Auseinandersetzungen zwischen Arbeitgebern oder Arbeitnehmern wie der Ruhreisenstreit sowie die Folgen der Weltwirtschaftskrise betrafen während der Weimarer Republik nicht zuletzt auch die Industriegebiete Westfalens. Während der Zeit des Nationalsozialismus wurde die Provinz politisch gleichgeschaltet und führte kein nennenswertes Eigenleben mehr. Wie in ganz Deutschland wurden Regimegegner, jüdische Einwohner und Behinderte verfolgt und getötet. Während des Zweiten Weltkriegs wurden auch aus Westfalen Juden in die Vernichtungslager transportiert. Vor allem in der zweiten Kriegshälfte wurde die Provinz im Zuge der Luftangriffe auf das Ruhrgebiet Ziel von alliierten Bombardierungen und in den letzten Kriegsmonaten auch Schauplatz von Bodenkämpfen.
Die britische Militärregierung vereinigte 1946 die Provinz Westfalen mit dem nördlichen Teil der preußischen Rheinprovinz zum neuen Land Nordrhein-Westfalen, das mit dem Beitritt des Landes Lippe 1947/48 seine heutige Gestalt als Bundesland bekam.

### Zeitschriften
- Westfälische Zeitschrift – Zeitschrift für vaterländische Geschichte und Altertumskunde (seit 1838 zunächst Zeitschrift für vaterländische Geschichte und Alterthumskunde, Onlinezugang).

### Monographien
- Michael Baales, Hans-Otto Pollmann, Bernhard Stapel: Westfalen in der Alt- und Mittelsteinzeit. Zabern, Darmstadt 2013 (online, PDF).
- Karl-Peter Ellerbrock (Hrsg.): Westfälische Wirtschaftsgeschichte. Quellen zur Wirtschaft, Gesellschaft und Technik vom 18. bis zum 20. Jahrhundert. Aschendorff, Münster 2016, ISBN 978-3-402-13171-8.
- Gustav Engel: Politische Geschichte Westfalens. Köln 1968.
- Anselm Faust u. a. (Red.): Nordrhein-Westfalen. Landesgeschichte im Lexikon. Düsseldorf 1993, ISBN 3-491-34230-9.
- Werner Freitag: Westfalen. Geschichte eines Landes, seiner Städte und Regionen im Mittelalter und früher Neuzeit. Aschendorff, Münster 2023, ISBN 978-3-402-24952-9 (Verlagspräsentation).
- Manfred Groten, Peter Johanek, Wilfried Reininghaus, Margret Wensky (Hrsg.): Handbuch der historischen Stätten. Band 3: Nordrhein-Westfalen (= Kröners Taschenausgabe. Band 273). Herausgegeben von den Landschaftsverbänden Rheinland und Westfalen-Lippe. 3., völlig neu bearbeitete Auflage. Kröner, Stuttgart 2006, ISBN 3-520-27303-9.
- Harm Klueting: Geschichte Westfalens, Das Land zwischen Rhein und Weser vom 8. bis zum 20. Jahrhundert. Paderborn 1998, ISBN 3-89710-050-9.
- Wilhelm Kohl: Kleine Westfälische Geschichte. Düsseldorf 1994, ISBN 3-491-34231-7.
- Wilhelm Kohl (Hrsg.): Westfälische Geschichte. In 3 Textbänden und einem Bild- und Dokumentarband. Schwann, Düsseldorf 1982–1984.
  - Band 1: Von den Anfängen bis zum Ende des Alten Reiches. Düsseldorf 1983, ISBN 3-590-34211-0.
  - Band 2: Das 19. und das 20. Jahrhundert. Politik und Kultur. Düsseldorf 1983, ISBN 3-590-34212-9.
  - Band 3: Das 19. und das 20. Jahrhundert. Wirtschaft und Gesellschaft. Düsseldorf 1984, ISBN 3-590-34214-5.
  - Register zum Gesamtwerk. Düsseldorf 1984, ISBN 3-590-34214-5.
  - Bild- und Dokumentarband. Düsseldorf 1982, ISBN 3-590-34213-7 (zu den benutzten Einzelbeiträgen s. Quellennachweis).
- Stefan Pätzold, Wilfried Reininghaus (Hrsg.): Quellenkunde zur westfälischen Geschichte vor 1800. Münster 2015 (PDF; 470 kB).
- Hermann Rothert: Westfälische Geschichte (3 Bände). Gütersloh 1949–1951 (mehrere Nachdrucke).
- Daniel Schmidt (Hrsg.): Die Oberbürgermeister und Oberstadtdirektoren in Westfalen und Lippe. Die Spitzen der kreisfreien Städte zwischen 1831 und 1999, zwei Bände. Verlag Aschendorff, Münster 2025, ISBN 978-3-402-15134-1.